# Hainan
Pour les articles homonymes, voir Hainan (homonymie).

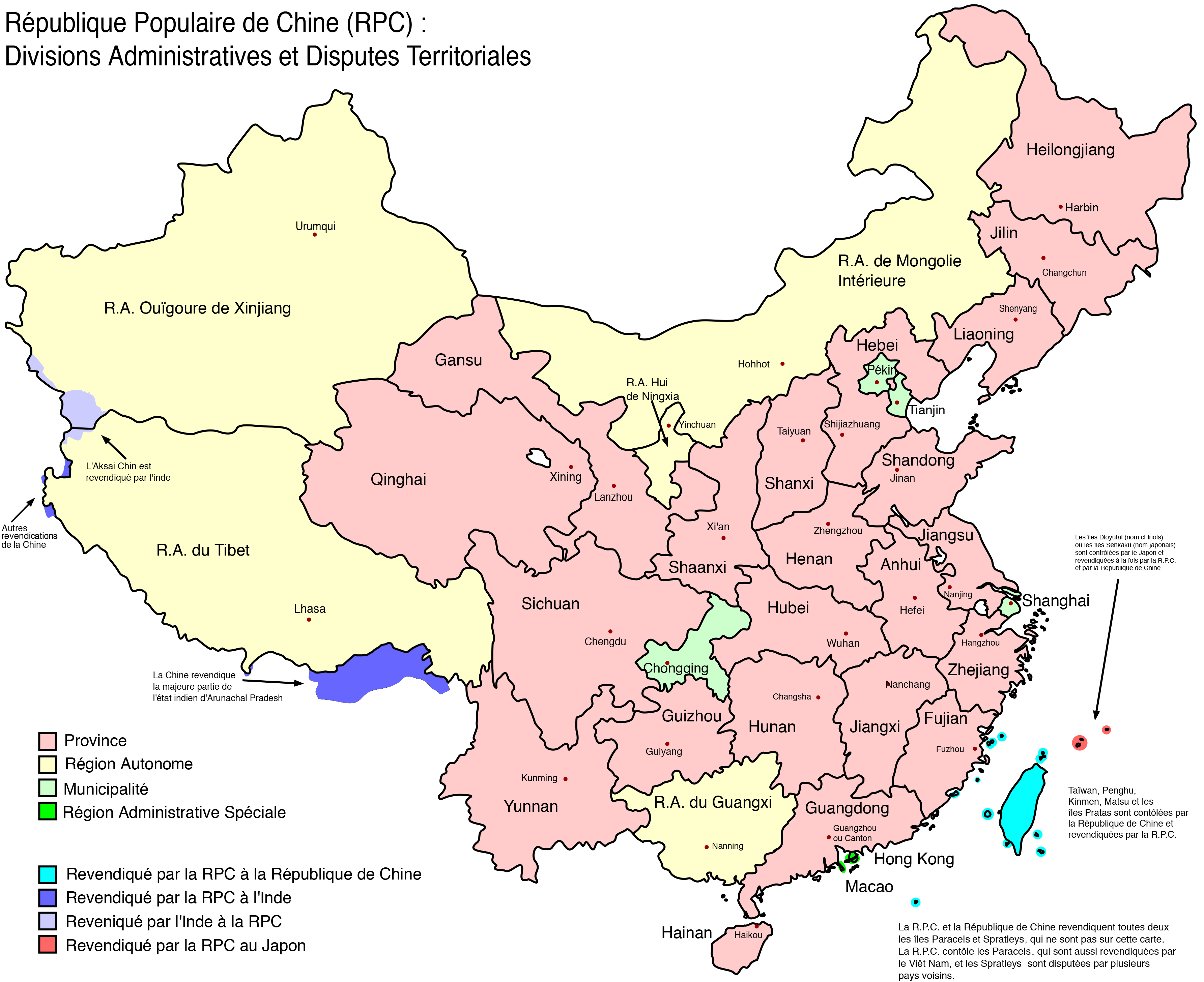
Divisions administratives et disputes territoriales de la république populaire de Chine.

Hainan (chinois : 海南 ; pinyin : Hǎinán ; litt. « au sud de la mer », prononcé : /xài.nǎn/ ) est une île tropicale et une province au sud de la république populaire de Chine, dont le chef-lieu est Haikou. La province, la plus petite du pays, est constituée de l'île de Hainan elle-même (32 900 km2) et de plus de 200 îles réparties en trois archipels (Zhongsha (en), Xisha et Nansha) pour un total de 33 920 km2. Le gouvernement chinois y rattache officiellement de nombreuses petites îles de la mer de Chine méridionale dont elle revendique la souveraineté.
La population de l'île, dont la superficie équivaut à la Belgique et le Luxembourg réunis, atteint 9,2 millions d'habitants fin 2016 dont une minorité significative de Li (15 %), les occupants originels de Hainan.
L'économie de l'île a longtemps été dominée par l'agriculture (riz, caoutchouc et autres produits tropicaux) ainsi que la pêche et l'aquaculture. Le secteur secondaire et tertiaire se sont développés récemment grâce à des incitations, notamment par la création d'une zone économique spéciale qui permet à Hainan de bénéficier d'avantages fiscaux pour attirer les investissements étrangers. Avec son climat tropical doux et ses longues plages de sable, l'île, parfois qualifiée de « Hawaï chinois », est devenue une destination touristique très prisée. Elle a également une importance stratégique car elle héberge la principale base chinoise de sous-marins nucléaires ainsi que la base de lancement de Wenchang, inaugurée en 2014 et qui est amenée à jouer un rôle central dans le programme spatial chinois.
L'île est à l'origine peuplée par les Li. La dynastie Han tente de conquérir l'île vers 110 avant J.C. mais, devant la résistance des Li, décide de se contenter d'en exploiter les ressources. Des Chinois venus du continent s'installent dans l'île pour vivre de la culture des perles. L'occupation de l'île par les Hans se limite durant sept-cents ans à la côte nord (face à la Chine continentale). Le nombre de colons chinois s'accroit sous la dynastie des Song (960-1279) et par la suite mais les Li continuent à opposer une farouche résistance qui impose la présence de garnisons et limite le périmètre occupé par les Han. La piraterie et la corruption des fonctionnaires entrainent un déclin économique progressif de Hainan. Au XXe siècle, Hainan est entraînée dans la guerre civile qui oppose le Kuomintang aux forces communistes. Elle est occupée par les japonais en 1937. Ceux-ci en exploitent les ressources minières. L'île est durant six mois l'un des deux derniers bastions avec Formose des troupes du Kuomintang, après leur défaite sur le continent. Elle est reprise par l'Armée populaire chinoise qui y débarque en mars 1950. Hainan, située non loin du Vietnam, est un avant-poste militaire important caractérisé par la présence de bases de missiles balistiques et du principal port d'attache des sous-marins chinois. En 1984 l'île devient une province chinoise à part entière.
Le 1er juin 2020, un plan à grande échelle a été annoncé par le gouvernement chinois pour transformer toute la province insulaire en un port franc, dans le but d'en faire la plus grande zone économique spéciale de Chine,. L'île est également la première zone de test de blockchain de Chine qui a été officiellement lancée en 2019. Hainan devrait être fermé pour les gens du continent en 2025. Cela signifie que les habitants du continent devront entrer à Hainan avec une carte d'identité. L'île de Hainan mettra en œuvre un système juridique différent de celui de la Chine continentale et le gouvernement de Hainan aura un pouvoir législatif indépendant. La province de Hainan est autorisée à participer à l'arbitrage commercial international et à la médiation conformément aux dispositions de la Constitution et des lois et politiques nationales en vigueur.
Il est à noter qu'une fois que les marchandises sont entrées à Hainan avec un tarif nul, elles peuvent être vendues à la Chine continentale sans tarif en valeur ajoutée 30 %. Dans le même temps, Hainan a accordé un accès sans visa aux citoyens de nombreux pays, comme les États-Unis, l'Union européenne, le Canada, etc.

## Géographie
L'île de Hainan est située à l'extrême sud de la Chine ce qui lui vaut d’être surnommée en Chine « la queue du dragon ». Hainan se trouve dans le Nord de la mer de Chine méridionale et ferme le golfe du Tonkin à l'est. Elle est séparée de la Chine continentale au nord par le détroit de Qiongzhou large d'environ 25 km. Elle fait face à la pointe méridionale de la péninsule de Leizhou rattachée dans la province du Guangdong. Hainan est à 300 km à l'est du Viêt Nam, à 500 km au sud-ouest de Hong Kong et à peu près à la même distance de Canton capitale de la province de Guangdong. L'île est comprise entre les longitudes 108°30' et 111° est, et entre les latitudes 18 et 20,31° nord. L'île a pratiquement la même superficie que les Pays-Bas.
Hainan a une forme ovale ; l'axe le plus long va du nord-est au sud-ouest et est long de 309 km tandis que la largeur maximale atteint 221 km. La superficie totale est de 34 077 km2 une valeur proche de celle de la Belgique ou de Taïwan. Par sa taille elle se classe au 40e rang des îles de la planète. L'île est constituée d'une région centrale élevée entourée de terrains bas et on peut la subdiviser en trois zones concentriques. La zone centrale dominée par les monts Wuzhi (1 867 m) et Yinggeling (1 811 m) est constituée de montagnes et de collines dont l'altitude est supérieure à 400 mètres. Elle représente 25,5 % de la superficie. Elle comporte des pentes abruptes sujettes à une forte érosion. Une deuxième zone est constituée par des collines et des plateaux dont l'altitude est comprise entre 20 et 400 mètres et qui représente 45,8 %. La couronne extérieure qui représente 28,7 % de la surface est constituée de plaines côtières dont l'altitude ne dépasse pas 20 mètres dans laquelle sont concentrés l'essentiel des activités humaines. La partie la plus élevée de l'île située au sud ouest est formée par les montagnes des cinq doigts qui comporte plus de 81 sommets de plus de 900 mètres dont 6 font plus de 1 350 mètres. Ce massif est le résultat d'une intrusion granitique qui a créé une structure en forme de dôme. L'érosion continue sur de longues périodes et des failles ont créé les pics et des vallées profondes qui sont devenues des axes de circulation. Hainan dispose de 1 528 km de côte qui peuvent être divisés en trois parties. Au nord on trouve des terrasses basaltiques qui résultent de l'action de l'érosion par les vagues. Au sud-est la côte est formée d'anciennes vallées submergées par la mer (rias). Enfin au sud-est on trouve essentiellement des plages et des barres de sable déposées par la mer. On recense 150 cours d'eau qui prennent leur source dans le massif des cinq doigts et qui se jettent dans mer sur tout son pourtour. Sur ce nombre 38 ont un bassin versant d'une superficie inférieure à 100 km2, 25 d'une superficie comprise entre 100 et 500 km2, 13 d'une superficie comprise entre 500 et 3 000 km2 et trois rivières ont un bassin d'une superficie supérieurs à 3 000 km2 : ce sont les rivières Nantu, Wanquan et Changhuan. Aucune n'est navigable mais elles disposent d'un potentiel hydroélectrique significatif : le barrage de Daguangba, sur la Changhuan, contribue de manière significative à la sécurité énergétique de l'île.
Hainan se trouve à la limite nord des tropiques et elle bénéficie d'une pluviométrie abondante favorable qui combinée avec la température permet d'effectuer au nord de l'île deux récoltes par an de riz, canne à sucre, patates douce, cacahuètes, bananes et ananas. La température annuelle moyenne est de 23 à 25 °C et les précipitations sont comprises entre 900  et   2 600 mm. Celles-ci sont particulièrement abondantes en été et en automne et plus faibles en hiver et au printemps. Les typhons sont fréquents et comptent pour un tiers de la pluviométrie. Les pluies sont particulièrement abondantes sur la partie est de l’île vers Wanning et Qiongzhong (2 000 mm ou plus) et elles sont plus réduites dans le sud ouest (1 200 mm). Les étés sont longs et chauds avec des températures moyennes comprises entre 28 et 29 °C tandis que les hivers sont courts avec des températures comprises entre 18 et 20 °C. Le sommet des montagnes les plus hautes est parfois couvert de neige en hiver mais il est rare qu'il gèle en plaine,.

Paysages de Hainan
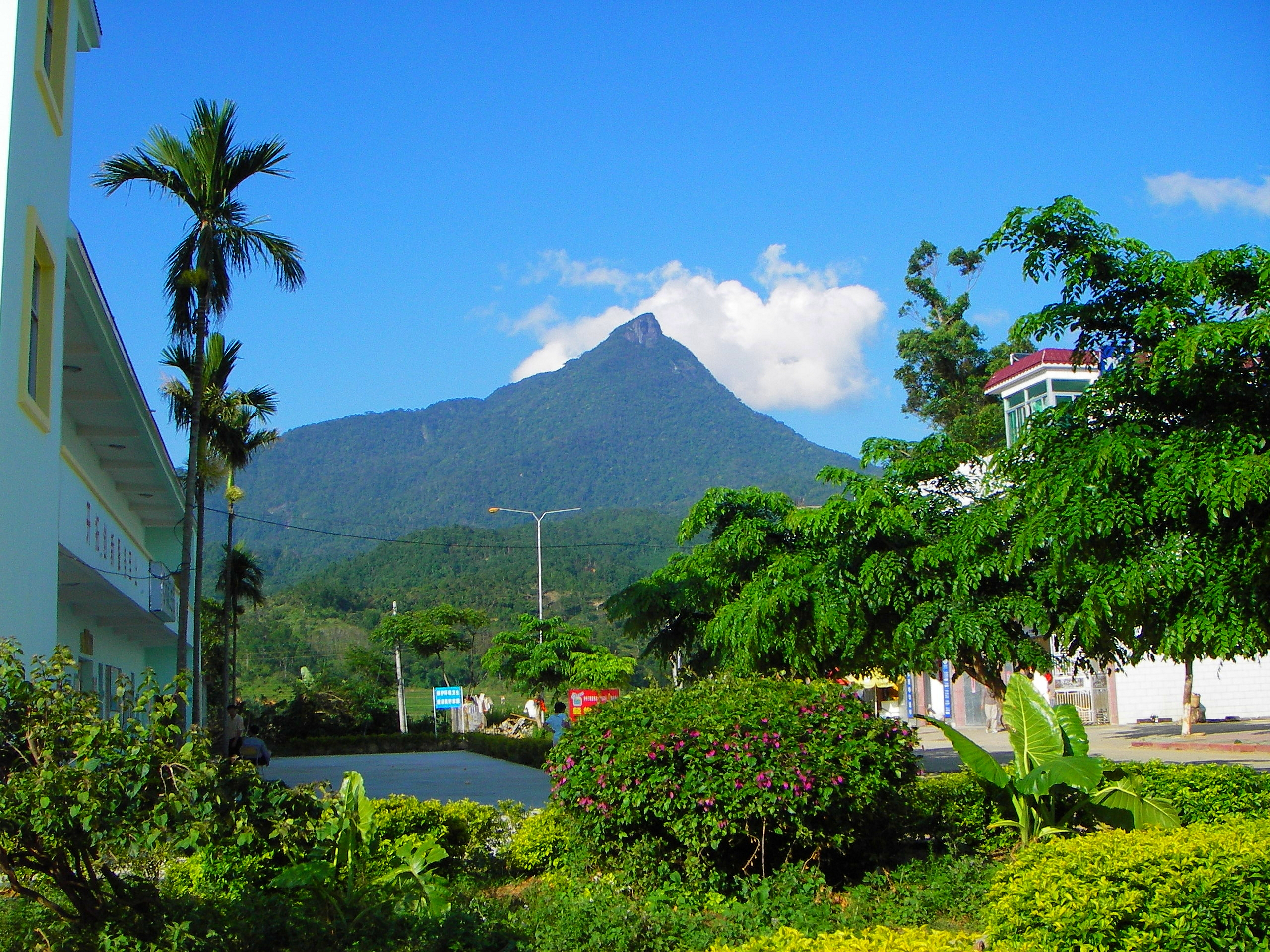
Le Mont Wuzhi, plus haut sommet de l'île.
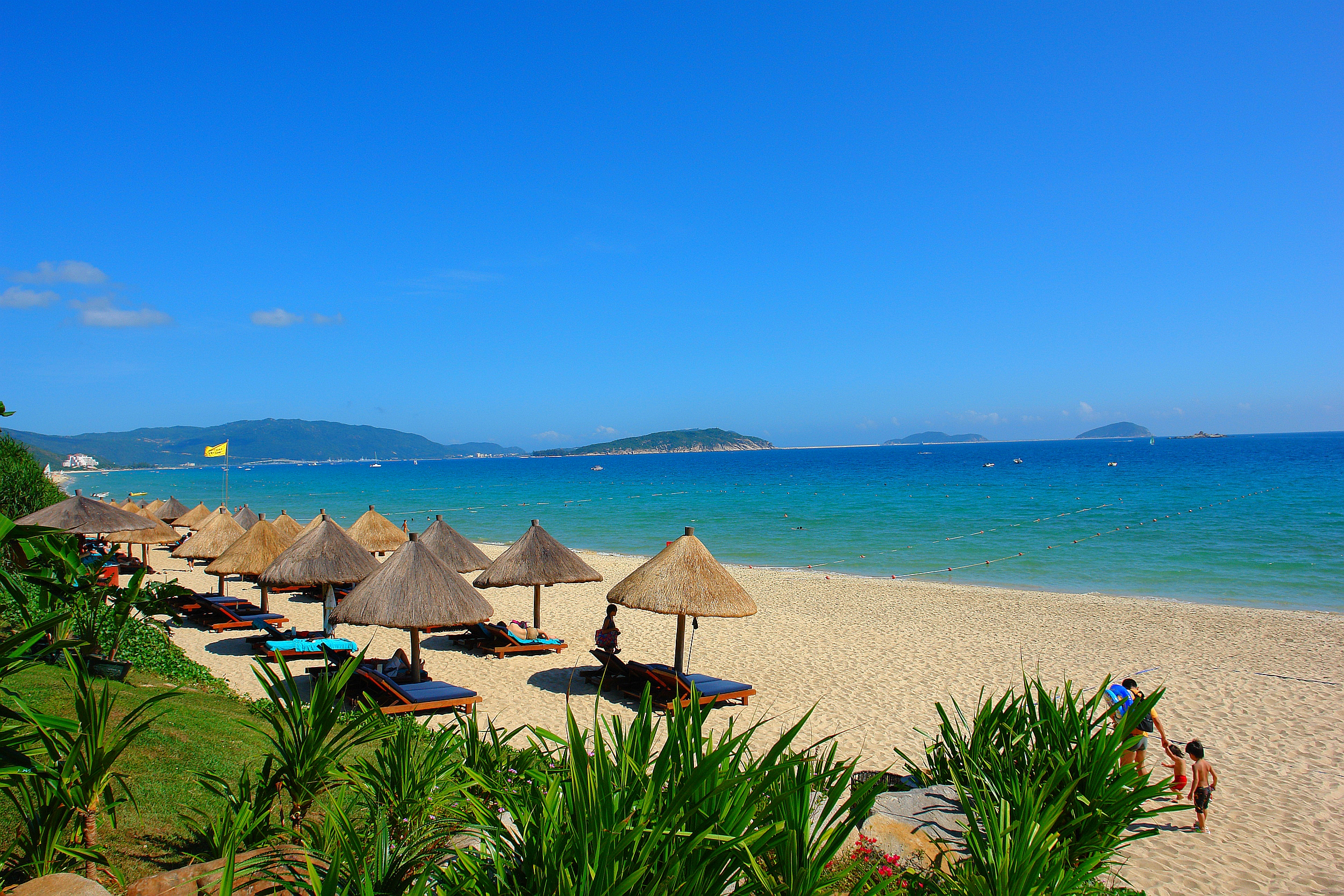
Plage à Sanya.
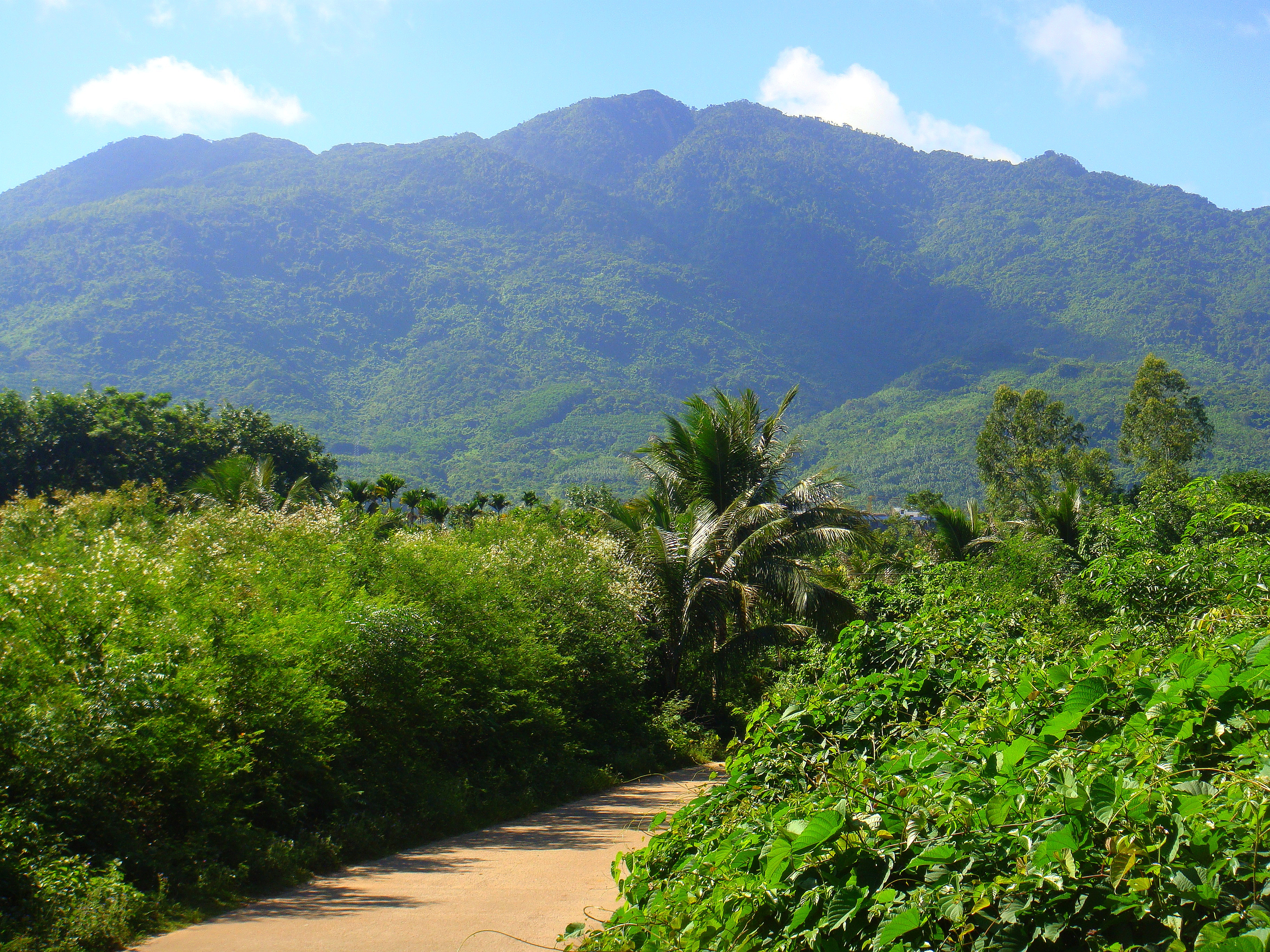
Près de Xinlong.

## Histoire

### La colonisation de l'île par les Hans

Carte de Hainan du début du XIXe siècle.

Des sources anciennes évoquent vaguement l'existence de Hainan mais le premier écrit mentionnant explicitement l'île est l'acte d'annexion de celle-ci par la Chine rédigé en 111 av. J.-C. sous le règne de Wu Ti empereur de la Dynastie Han. L'île était à l'époque peuplée par les Li une des nombreuses ethnies de cette région de l'Asie, dotée de sa propre langue. L'occupation de l'île par les Hans se limite durant 700 ans à la côte nord (face à la Chine continentale) car les Han s'intéressent essentiellement à la culture des perles et les Li retranchés dans les terres opposent une résistance farouche à leurs envahisseurs. Les nouveaux occupants découpent l'île en deux divisions administratives ; la préfecture de Tan-urh au sud occupée par les Li et dont les chinois sont pratiquement exclus et la préfecture de Chu-yai plus petite et recouvrant la partie nord dans laquelle les colons chinois pratiquent la culture des perles. Celles-ci acquièrent une grande réputation à la Cour impériale entraînant un fort courant de migration de colons chinois attirés par les perspectives commerciales suscitées par cet engouement. Sous l'empire des Hans on compte ainsi 23 000 foyers de Hans soumis à l’impôt. Progressivement le Trésor Royal met la main sur les plus belles perles transformant un commerce lucratif en un tribut dû au pouvoir central. Malgré cela la réputation des perles de Hainan se maintient jusqu'à l'épuisement des bancs de moules perlières qui intervient à la fin du XVe siècle.
Motivés par les richesses supposées de l'intérieur de l'île, les souverains des dynasties chinoises successives montent régulièrement des expéditions militaires pour tenter de briser la résistance des Li. Mais ces campagnes, coûteuses en hommes et en argent, ne débouchent sur aucun succès durable et les Hans restent cantonnés durant près de 1000 ans sur la côte nord avec des éclipses complètes de leur influence sur des périodes de 90 ans ou plus. La réputation d'île aux trésors des débuts se transforme en celle d'un pays empoisonné, humide et inadapté aux besoins d'« hommes normaux ». L'île devient une terre d'exil pour les intellectuels comme le poète Su Shi ou les fonctionnaires de haut rang tombés en disgrâce auprès des souverains chinois comme Li Deyu. Ces personnages ont fourni des témoignages écrits (en prose ou en vers) sur le Hainan de leur époque.

### Intégration et révoltes des Lis

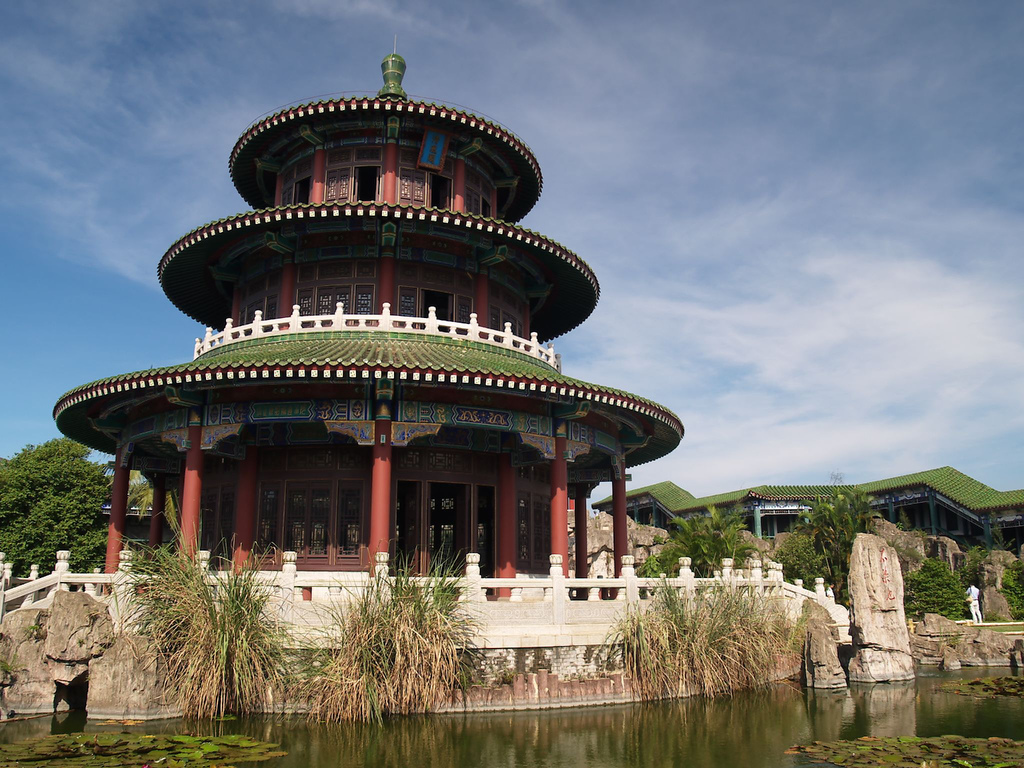
Tombeau de Hai Jui (1514-1587) haut fonctionnaire respecté natif de l'île et exilé dans celle-ci.

Ce n'est qu'avec l'arrivée au XIIIe siècle des dynasties mongoles sur le trône chinois que Hainan (en chinois au sud de la mer), qui constituait jusque-là un nom collectif attribué à l'ensemble des terres bordant la frontière sud de l'empire chinois, désigne spécifiquement l'île. L'administration de l'empereur mongol Kubilai Khan rattache l'île à la province de Guandong. L'île reçoit alors le nom officiel de Hai-pei Hainan Tao (intendance du détroit et du sud de la mer) mais dans la mesure où Hai-pe était déjà utilisé pour désigner la partie de la côte du continent chinois faisant face à l'île, l'usage s'impose d'appeler celle-ci Hainan. Ce nom ne deviendra officiel qu'en 1921. En 1370 le statut administratif de l'île est normalisé par les souverains mongols : la dépendance coloniale devient la préfecture de K'iungchou Fu du nom de la principale ville (aujourd'hui Haikou).
L'intégration des colons Hans et des indigènes Lis fait quelques progrès sous les dynasties des Tang et des Sung (618-1280) grâce à l'émergence d'échanges commerciaux entre les Lis qui fournissent du coton et de l'encens à base de bois d'aloès contre des haches, du sel et du bétail. Il se forme une sous-population de Lis désignés par les chinois Shu li (Lis civilisés par opposition aux Sheng Li, les Lis sauvages) qui accepte la suprématie des Hans et adopte leurs mœurs. Ils labourent les champs et gardent les troupeaux de leurs maitres chinois. Leur nombre croissant est toutefois source d'inquiétude pour les administrateurs chinois car, contrairement aux Lis "sauvages" qui descendent rarement de leurs montagnes, les Lis civilisés se révoltent fréquemment car ils sont victimes de la rapacité des marchands et des injustices de l'administration chinoise. Pour réduire ces insurrections, l'administration chinoise est obligée de maintenir d'importantes garnisons dans des villes fortifiées et doit parfois faire venir des renforts militaires de l'extérieur. Ainsi pour réprimer les révoltes de 1501, 1541 et 1550 les autorités chinoises doivent mobiliser plus de 10 000 soldats et dépenser plusieurs centaines de milliers de taels. Pour limiter ces dépenses, Hai Jui, un haut fonctionnaire respecté natif de l'île et exilé dans celle-ci, propose de construire deux routes nord-sud et est-ouest se croisant au centre de l'île au cœur de la région occupée par les li permettant ainsi des interventions militaires rapides et l'ouverture au commerce de l'intérieur de l'île. Mais ces suggestions ne sont pas écoutées et l'intérieur de l'île restera jusqu'au XXe siècle une zone à la fois mal connue et incontrôlée. La première route desservant le centre montagneux de l'île ne sera construite qu'en 1952.

### Déclin du commerce et piraterie
Le commerce de l'île avec le continent est progressivement réduit par la corruption des fonctionnaires et la piraterie. Les fonctionnaires imposent des taxes croissantes dont l'assiette repose sur la taille des navires chargés de transporter les marchandises. Cette base de calcul défavorise les échanges de biens de consommation courante et entraîne une concentration des échanges sur les biens de luxe que la classe des privilégiés de l'île peut s'offrir. Ces riches cargaisons attirent les pirates qui sévissent à l'époque en toute impunité dans les mers bordant la Chine méridionale. Au XVIIe siècle la piraterie est tellement répandue que les navires marchands sont obligés d'emprunter la seule route maritime à peu près sûre constituée par la courte traversée du détroit de Qiongzhou sous forte escorte militaire. Les marchandises doivent être ensuite convoyées par voie terrestre jusqu'à Canton, un itinéraire qui prend au moins un mois. Ce contexte entraîne pratiquement l'arrêt de tout commerce et Hainan plonge dans la pauvreté. Les pirates, privés de leurs proies habituelles, trouvent de nouvelles sources de revenus en débarquant sur les côtes nord et est de l'île et en pillant les villages et les villes sans que les garnisons parviennent à les en empêcher. Malgré la destruction du royaume pirate de Taïwan en 1684 qui chasse la piraterie des côtes du Guandong, Hainan reste un havre pour les boucaniers et les actes de piraterie se poursuivent dans l'île jusqu'au début du XIXe siècle.

### Interventions étrangères et reprise du commerce
L'intervention croissante des pays européens dans les affaires chinoises met fin à ce phénomène. C'est la marine de guerre anglaise, disposant désormais d'une base à Hong Kong et équipée avec des canonnières à faible tirant d'eau, qui parvient à chasser définitivement les pirates de Hainan. Des navires de même type avec des équipages encadrés par des officiers anglais sont fournis aux autorités de la province du Guangdong pour empêcher la reprise de la piraterie. La disparition de celle-ci entraîne un redémarrage du trafic commercial avec le continent. Celui-ci attire en retour l'attention des marchands étrangers qui obtiennent en 1876 l'ouverture au commerce international du port de K'iungchow (aujourd'hui Haikou). Une ligne régulière avec Hong Kong permet l'exportation de sucre brut, d'huiles végétales et de bétail produits sur l'île. Revers de la médaille, les marchands étrangers contribuent également à favoriser la consommation de l'opium. De nombreuses entreprises à capitaux étrangers ou cantonais sont créées pour tenter d'exploiter le riche potentiel agricole et minier de l'île. Des plantations d'hévéas (caoutchouc), de caféiers sont créées et de riches gisements de cuivre sont mis en exploitation dans les montagnes jusque-là interdites par l'hostilité des Lis. Mais ces entreprises rencontrent souvent un succès mitigé du fait du climat tropical, de tracasseries administratives et du manque d'expérience des investisseurs. L'activité la plus rentable est organisée par des représentants de l'ethnie Hakka ayant émigré à Hainan vers 1750. Ceux-ci ont su établir des relations cordiales à la fois avec les Lis et les Hans. Ils ont mis sur pied une activité de collecte d'herbes médicinales, de rotin, de thé sauvage et d'arbres à encens à l'aide des aborigènes Li.

### Influences étrangères
Des religieux occidentaux (jésuites) se sont installés dès le XVIe siècle sur l'île et ont commencé à convertir des autochtones mais persécutés, leur influence reste réduite et ils laissent peu d'informations sur l'île qui reste largement inconnue. 
Les premiers ouvrages décrivant la géographie, l'histoire, la faune et les populations de Hainan sont rédigés par les consuls britanniques en poste dans l'île qui ont pu mener des expéditions d'exploration en 1871 et 1872.
Des éléments complémentaires sont recueillis par les missionnaires protestants américains qui arrivent sur l'île à la fin du XIXe siècle. 
En 1919, ces missionnaires ont construit 29 lieux de culte, deux hôpitaux et converti environ 5 000 personnes. Plusieurs scientifiques occidentaux séjournent longuement dans l'île pour l'étudier au début du XXe siècle. 
Le plus notable est F.A. McClure, un botaniste américain, qui collecte au cours d'expéditions menées en 1927, 1928, 1929 et 1932, un grand nombre de plantes indigènes.
La France souhaite faire la conquête de l'île de Hainan pour asseoir son influence dans le sud-est de la Chine, à partir de 1865.
La guerre de 1870 entre la France et l'Allemagne et la défaite de la France retardent la mise en place de ce projet pour au moins une quinzaine d'années. 
Mais à partir de 1885, les Britanniques, fortement implantés à Hong Kong vont dissuader les Français de prendre cette île, avec l'aide de leur puissante flotte de guerre. 
En 1898, la France renonce à Hainan, mais trouve une faible compensation avec le bail du territoire de Kouang-Tchéou-Wan, non loin de Hainan, cédé pour une durée de 99 ans, soit de 1898 à 1997. 
L'influence française est forte à Hainan entre 1885 et 1940, où la France est la première puissance européenne, au niveau des échanges commerciaux, avec l'île de Hainan. 
Mais les Français renoncent à ce bail en 1943, à la suite de l'occupation japonaise de ce territoire. 
La guerre d'Indochine, qui débute en 1945-1946 en Indochine Française et qui se conclut par les accords de Genève en 1955, sonne le glas de la puissance coloniale française en Asie.

### Chute du régime impérial et guerre civile
Le soulèvement de Wuchang, le 10 octobre 1911 à Wuhan, déclenche la révolution Xinhai qui entraîne l'abdication de Puyi, le dernier empereur Qing. La république de Chine est proclamée en 1912. Mais le nouveau gouvernement central a du mal à imposer son autorité aux gouverneurs régionaux et aux généraux et la Chine est plongée dans une guerre civile sanglante. La province du Guangdong à laquelle Hainan est rattachée et dans laquelle est né le mouvement républicain, déclare son indépendance. Sun Yat-sen, le père de la république chinoise, part de cette base et commence à réunifier le pays avec l'assistance du petit Parti communiste chinois. Un de ses lieutenants Tchang Kaï-chek prend le contrôle de son parti, le Kuomintang et réussit à contrôler l'essentiel de la Chine du Sud et du Centre. Le conflit a des répercussions limitées à Hainan où elle ne touche pas les civils. Ayant vaincu les seigneurs de guerre du Sud et du Centre, Tchang Kaï-chek obtient l'allégeance formelle de ceux du Nord. À partir de 1927, il se retourne contre les communistes, s'attaquant à leurs chefs comme à leurs troupes dans leurs bases du Sud et de l'Est, ce qui déclenche la guerre civile chinoise. Le parti communiste chinois soulève la paysannerie chinoise contre le Kuomintang accusé de ne pas remplir les réformes promises concernant la redistribution des terres et l'allègement des taxes. À Hainan ce soulèvement se traduit par l'apparition d'une guérilla communiste qui persistera durant 33 ans jusqu'à la conquête de l’île par l'Armée populaire chinoise. Conséquence de ce nouveau conflit dans le nord de Hainan de nombreux villages sont abandonnés ou pillés et de nombreux terrains agricoles sont abandonnés. L'un des huit opéras révolutionnaires chinois Le Détachement féminin rouge est basé sur un épisode de ce conflit qui s'est déroulé à Hainan en 1931.

### Occupation japonaise

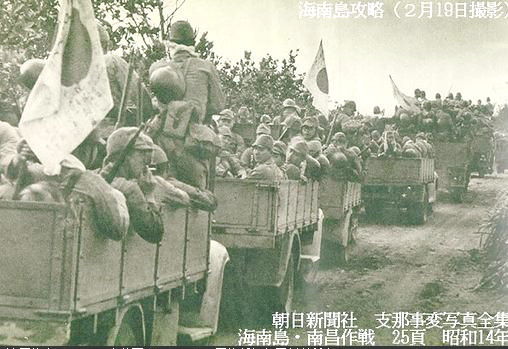
Les troupes japonaises à Hainan
en 1941.

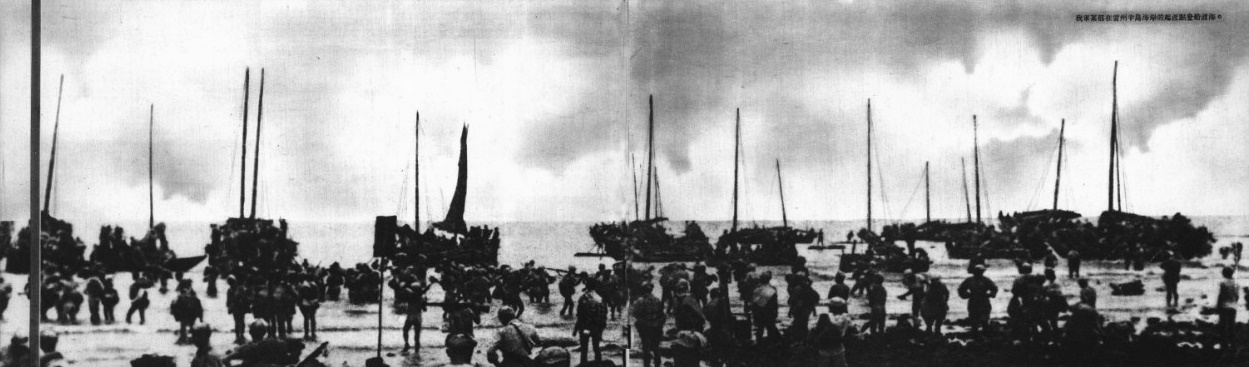
Débarquement de Hainan, le 8 avril 1950.

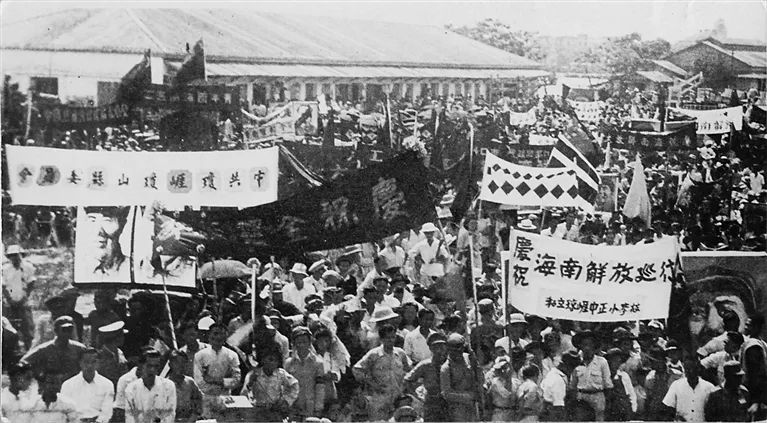
Célébration de la conquête de Hainan par les forces communistes,
le 1er mai 1950.

Le Japon, que la perspective d'une Chine unie inquiète, débarque en 1928 à Shanghai pour affaiblir les forces de Tchang Kaï-chek. Les forces japonaises occupent la Mandchourie en 1931 avant de mener des opérations de débarquement tout le long des côtes de la Chine en 1937, coupant les principales artères de ravitaillement et affaiblissant définitivement le pays. Dans le cadre de ces opérations, ils attaquent Hainan en août 1937 et occupent la bande côtière de l'île. En février 1939, Hainan, comme une grande partie de la Chine continentale, est complètement sous le joug des Japonais. Dans l’île la guérilla communiste harcèle l'occupant depuis des bases installées immédiatement derrière leurs lignes concentrées près de la côte tandis que l'armée du Kuomintang s'est retranchée dans les montagnes au centre de l'île. Un pacte de non agression est signé entre ces derniers et les Japonais alors que les communistes et le Kuomintang sont officiellement alliés contre le Japon. Deux chefs Li à la tête de 20 000 hommes mènent une guerre de harcèlement contre les troupes du Kuomintang retranchées dans la montagne des cinq doigts. Les actions de la guérilla obligent les Japonais à maintenir en permanence deux divisions dans l'île. Les occupants ont transformé celle-ci en camp d'entraînement pour les divisions qui se lancent à l'attaque de la Thaïlande et de la Birmanie. Les Japonais, en manque de matières premières, ouvrent une mine de fer à ciel ouvert à Shi Lu Shan qui fournit 2 millions de tonnes de minerai par an. Pour l'exporter vers le Japon, deux ports et une ligne de chemin de fer sont construits dans l'île. Après la défaite du Japon en 1945, les troupes du Kuomintang reprennent le contrôle de l'île.

### L'après-guerre
Sur le continent les troupes du Kuomintang sont rapidement défaites par les armées communistes et Tchang Kaï-chek se replie sur Taiwan. Plus de 100 000 hommes du Kuomintang choisissent de fuir vers Hainan. La République populaire de Chine est proclamée en octobre 1949, mais il faut attendre un an pour qu'un débarquement militaire chasse les vaincus de l'île : les troupes de l'Armée populaire débarquent en mars 1950 sur la côte nord et achèvent la conquête de l'île en mai. Après 27 ans de guerre civile et une longue occupation japonaise, l'île est dévastée. Les installations industrielles créées par les Japonais ont été détruites par le conflit entre communistes et le Kuomintang qui s'est poursuivie après la fin de la guerre, les liaisons routières et ferroviaires ainsi que les installations portuaires sont ruinées. La mise en place du nouveau régime s'accompagne de la création de 120 fermes d'Etat et de 380 communes tandis que 100 000 Chinois d'outremer reviennent pour construire la « nouvelle Chine ». le gouvernement chinois investit 4,33 milliards de yuans dans l'industrie et l'agriculture sur une période de 30 ans en échange des matières premières de l'île (bois, poivre, sel, caoutchouc et café). À la fin des années 1950 14 000 km de routes ont été construites et le chemin de fer créé par les Japonais fonctionne à nouveau après avoir été mis à l'écartement normal. D'importantes surfaces agricoles sont consacrées au riz (225 000 hectares en 1965) afin que l'île atteigne l'autosuffisance et la production de caoutchouc représente en 1965 la deuxième production en surface agricole (4 millions d'arbres). Toutefois malgré des progrès importants, seulement 20 % de la surface cultivable était mise en culture à cette date. Les progrès de l'industrie, quasiment inexistante jusque-là sur l'île, sont encore plus importantes. De nombreuses machines agricoles sont désormais produites sur place. Des usines agroalimentaires, des raffineries de sucre, des usines textiles sont notamment mises sur pied.
Les conflits au Vietnam qui d'abord opposent les communistes aux armées coloniales françaises puis aux forces du Vietnam du Sud assistées par l'armée américaine avec pour finir l'extension du conflit au Laos et au Cambodge avec l'appui de l'Union soviétique, entraînent une concentration importante des forces militaires chinoises dans l'île de Hainan. L'importance de la présence militaire est encore accrue avec la guerre sino-vietnamienne de 1979 et la découverte de gisements de pétrole et de gaz naturel dans le sud de la mer de Chine méridionale par des sociétés pétrolières française et américaine accroissent encore le caractère stratégique de l'île. La Chine maintient en permanence 300 000 militaires rattachés aux forces navales à Hainan et dans la péninsule de Leizhou et des bases de missiles sont installées. Les troupes jouent un rôle important dans l'amélioration du réseau routier, l'installation de réseaux de télécommunications et la construction de positions défensives. Malgré ces progrès la croissance du niveau de vie et de l'économie à Hainan reste à la traîne par rapport aux chiffres nationaux.
Le 1er octobre 1984 Hainan change de statut et devient la « région administrative de Hainan » puis quatre ans plus tard, en 1988, est détaché du Guangdong pour devenir une région chinoise à part entière. La même année elle devient une zone économique spéciale, bénéficiant d'un régime particulier destiné à attirer les investisseurs étrangers. Le 1er avril 2001, Hainan est le théâtre du plus grave incident entre les États-Unis et la république populaire de Chine depuis la fin de la guerre froide. Un Lockheed EP-3 de la marine de guerre américaine entre en collision avec un chasseur Shenyang J-8 de la marine chinoise près de l'île. Le pilote chinois décède à la suite de la collision tandis que l'avion américain est obligé de se poser sur le sol de Hainan. L'incident découle d'une interprétation divergente des limites de l'espace aérien international. Quelques jours plus tard, l'avion et son équipage sont restitués aux États-Unis.

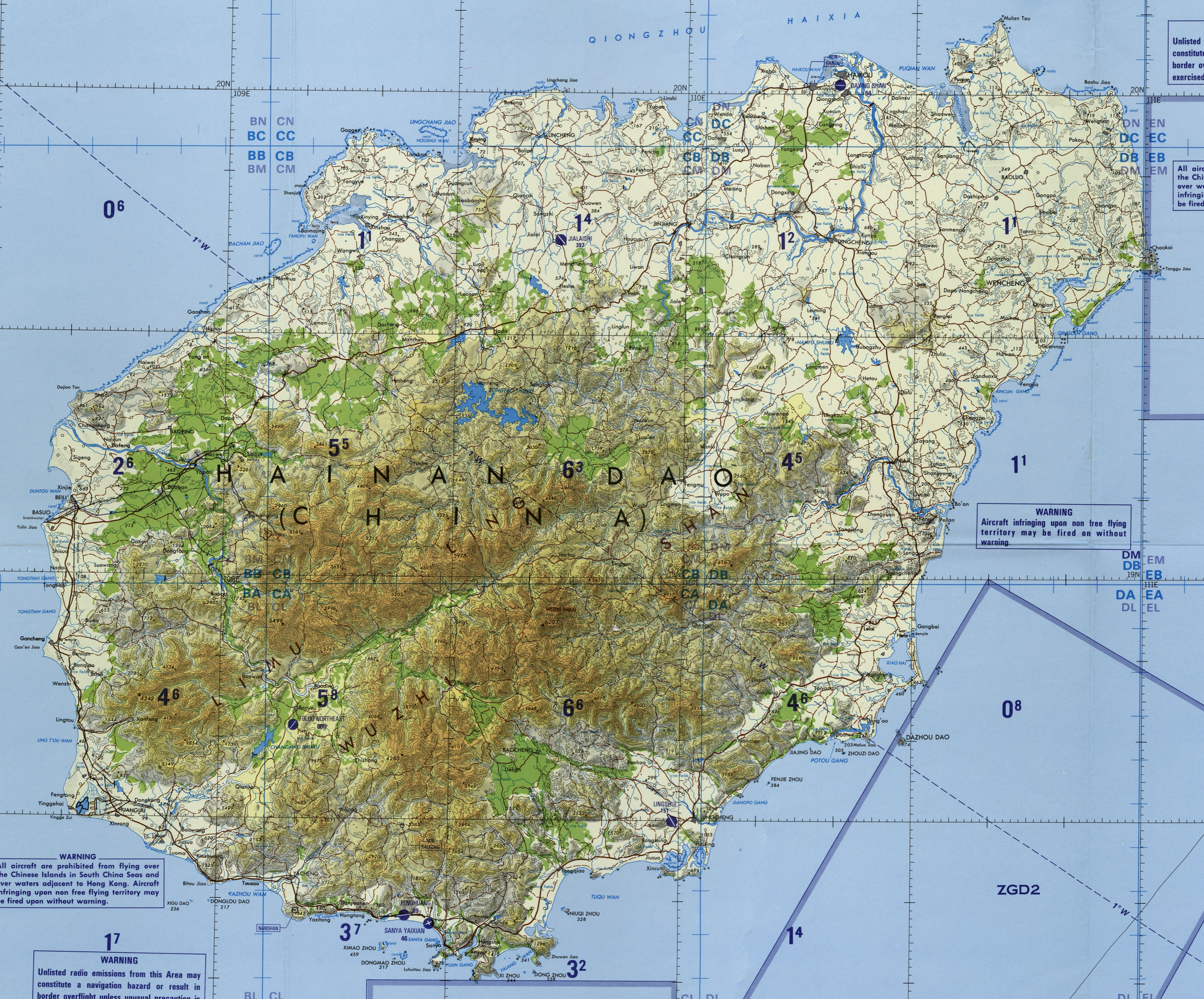
Carte topographique de l'île.

### Villes

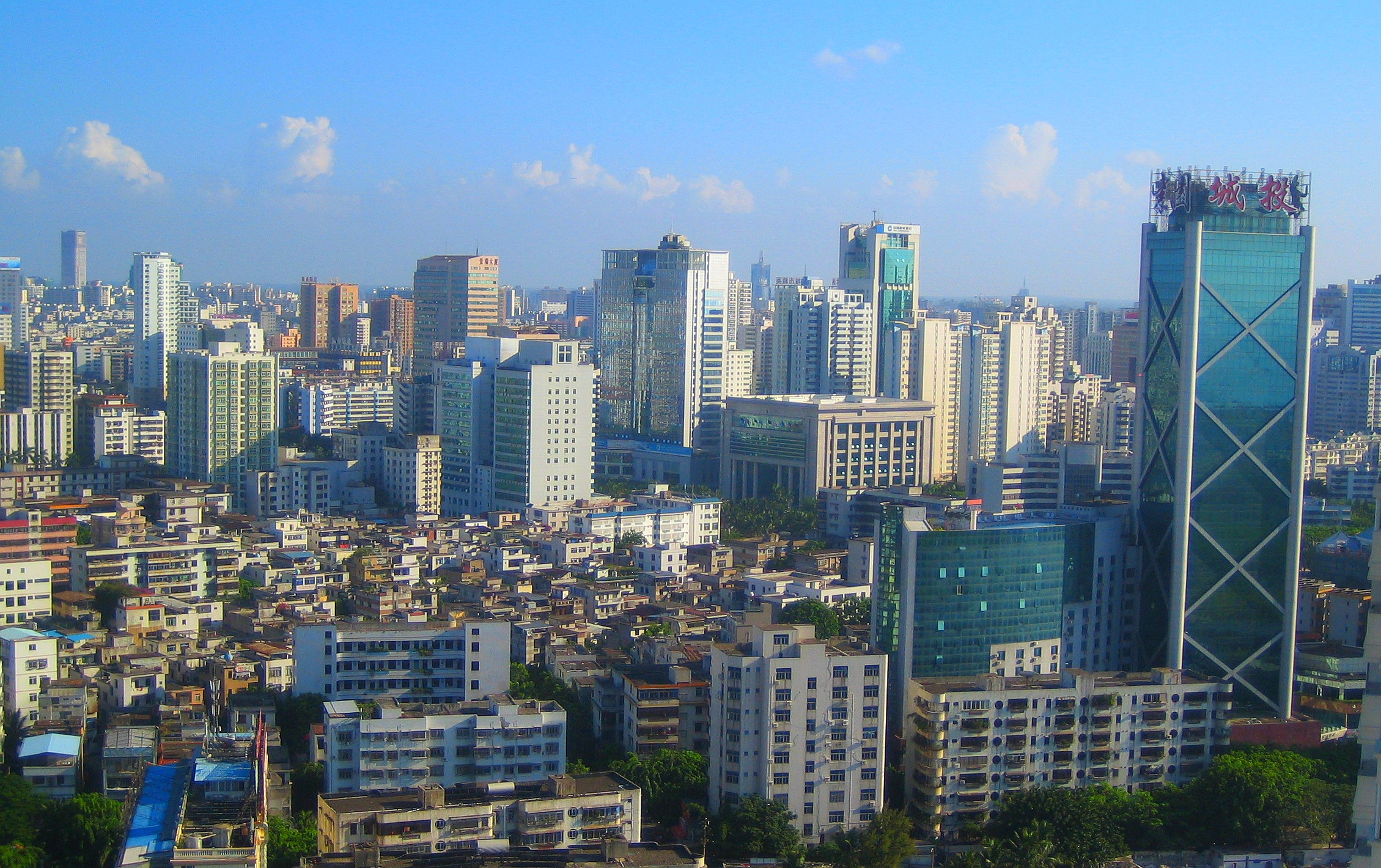
Haikou, capitale de l'île.

Les deux principales villes de l’île sont Haikou, la capitale administrative et économique, située sur la côte nord qui concentre environ 2 millions d'habitants et Sanya sur la côte sud au cœur de la zone touristique de l'île.
| Ville       | Nom en chinois | Population 2010           |
| ----------- | -------------- | ------------------------- |
| 1. Haikou   | 海囗           | 2 046 189                 |
| 2. Sanya    | 三亚           | environ 300 000 habitants |
| 3. Wenchang | 文昌           | 69 691                    |
| 4. Wanning  | 万宁           | 65 871                    |

## Populations
La population de l'île, dont la superficie est de 35 354 km² atteint 9,2 millions habitants fin 2016 dont une minorité significative de Li (15 %), les occupants originels de Hainan. Les Li, 1,4 million de personnes sont les premiers habitants connus de Hainan. Des colons venus du continent ont commencé à coloniser les franges côtières du nord de l’île il y a 2000 ans repoussant les Li dans l'intérieur des terres. Le peuplement Han s'est imposé depuis le XIVe siècle sur l'île. Il est constitué essentiellement de Mins du Sud du Fujian (ou peuple Hokkien) originaires de la région de Xiamen. C’est probablement le peuple de Chine qui a fait preuve de la tradition maritime la plus précoce. Les Hmong, au nombre de 70 000, sont arrivés plus tard, sous les empereurs de la Dynastie Ming, mercenaires importés aux XVIe et XVIIe siècles pour lutter contre les rebelles Li.
L'ile abrite aussi la petite minorité ethnique des Utsuls, groupe ethnique majoritairement musulman qui a une population estimée entre 6 000 et 10 000 membres, et qui est présente surtout sur les côtes et les ports. Il y a aussi des Huis, musulmans de langues chinoises, dont on ignore les effectifs.

## Langues et cultures

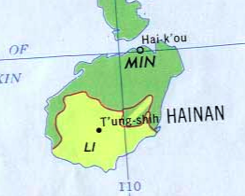
Carte linguistique de l'île.

La situation linguistique de Hainan présente une grande diversité, puisqu'aux côtés de langues sino-tibétaines on y trouve des langues austronésiennes et tai-kadai.
Côté sino-tibétain, on trouve :
- Plusieurs langues chinoises sont parlées à Hainan, dont le hainanais qui est une variété de min nan, et le danzhouhua (dialecte non classifié) ;
- Le darang deng.

Côté tai-kadai, on trouve les langues suivantes :
- Le cun ;
- Le hlai ;
- Le jiamao.

Le tsat, appelé cham de Hainan, est une langue austronésienne.

## Économie
Depuis les années 1980, Hainan est une zone économique spéciale de Chine. Avant cela, la province avait la réputation de ne pas être touchée par l'industrialisation, et aujourd'hui la région possède encore relativement peu d'usines. Le tourisme grâce à ses plages tropicales et à ses forêts, l'agriculture avec la production de fruits tropicaux et la pêche/pisciculture jouent un rôle prépondérant dans l'économie de Hainan. Le PIB nominal en 2006 était de 105,2 milliards de yuans (13,6 milliards de dollars) ; il ne contribue qu'à 0,5 % de l'économie du pays. Le PIB par habitant s'élève à 12 650 yuans (1 640 dollars), soit moins que celui de la Chine dans son ensemble.
Hainan héberge deux installations d'envergure nationale. Au sud de Hainan, à Yulin à quelques kilomètres de Sanya, la marine de guerre chinoise a créé la Base de sous-marins de Hainan. Ses installations souterraines ultra-modernes hébergent des sous-marins nucléaires lanceurs d'engins de type 094. La Base de lancement de Wenchang située à Wenchang dans l'est de l'île, a été inaugurée en 2014 avec un premier lancement en 2016. Bénéficiant, contrairement aux autres bases de lancement de la Chine, d'une position proche de l'équateur et en bordure de mer, elle doit devenir à terme la principale base de lancement d'engins spatiaux chinois. C'est notamment depuis cette base que doivent décoller les fusées de nouvelle génération constitués par le lanceur moyen Longue Marche 5 et le lanceur lourd Longue Marche 7 .

### Agriculture

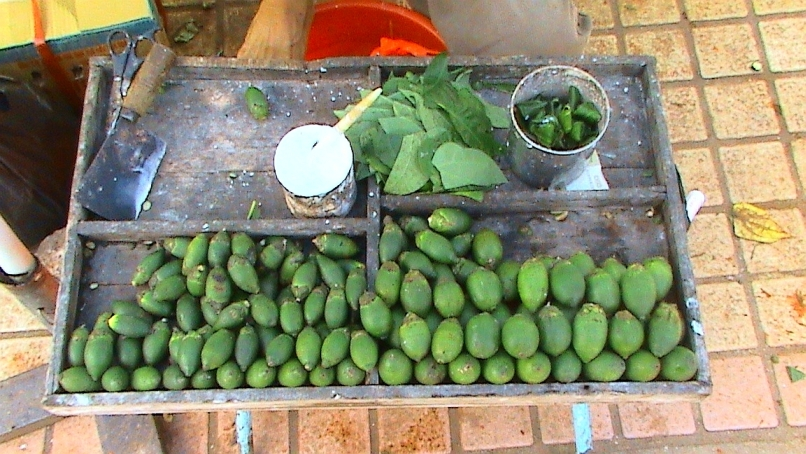
Noix d'arec sur un marché à Hainan.

À Hainan sont cultivés de nombreuses plantes qui nécessitent un climat tropical absent du reste de la Chine. Les principales productions sont les noix de coco, l'huile de palme, les fruits tropicaux comme l'ananas, le poivre noir, l'hévéa, le thé, le café et la canne à sucre. C'est dans cette province qu'on produit des noix d'arec (ou « noix de bétel »), consommées dans toute la Chine sous forme de bétel à mâcher. La culture du palmier à bétel y a commencé pendant les dynasties Tang (618-907) et Song (960-1279), pendant lesquelles la noix était considérée comme un cadeau recherché. Hainan dispose également de plantations d'arbres à latex qui produisent du caoutchouc naturel. Grâce au climat tropical, des rizières sont omniprésentes dans les terres basses du nord-est et les vallées des régions montagneuses du sud.

### Pêche et pisciculture
La pêche et la pisciculture (élevage principalement de tilapias) constituent une activité importante de l'île avec 1,6 million de tonnes de produits de pêche en 2010 en augmentation constante depuis plusieurs décennies.

Pêche et agriculture à Hainan
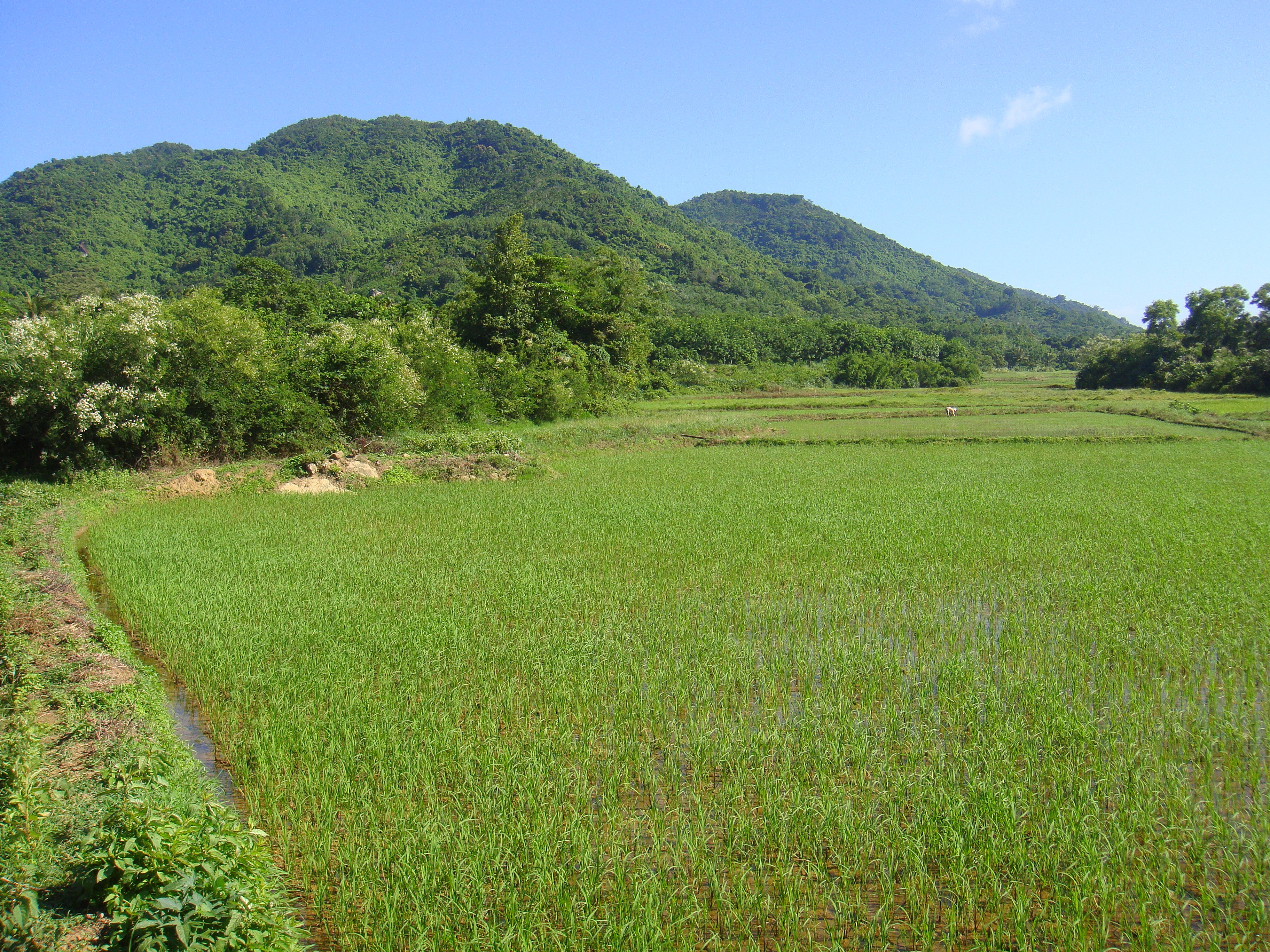
Rizière près de Xilong.
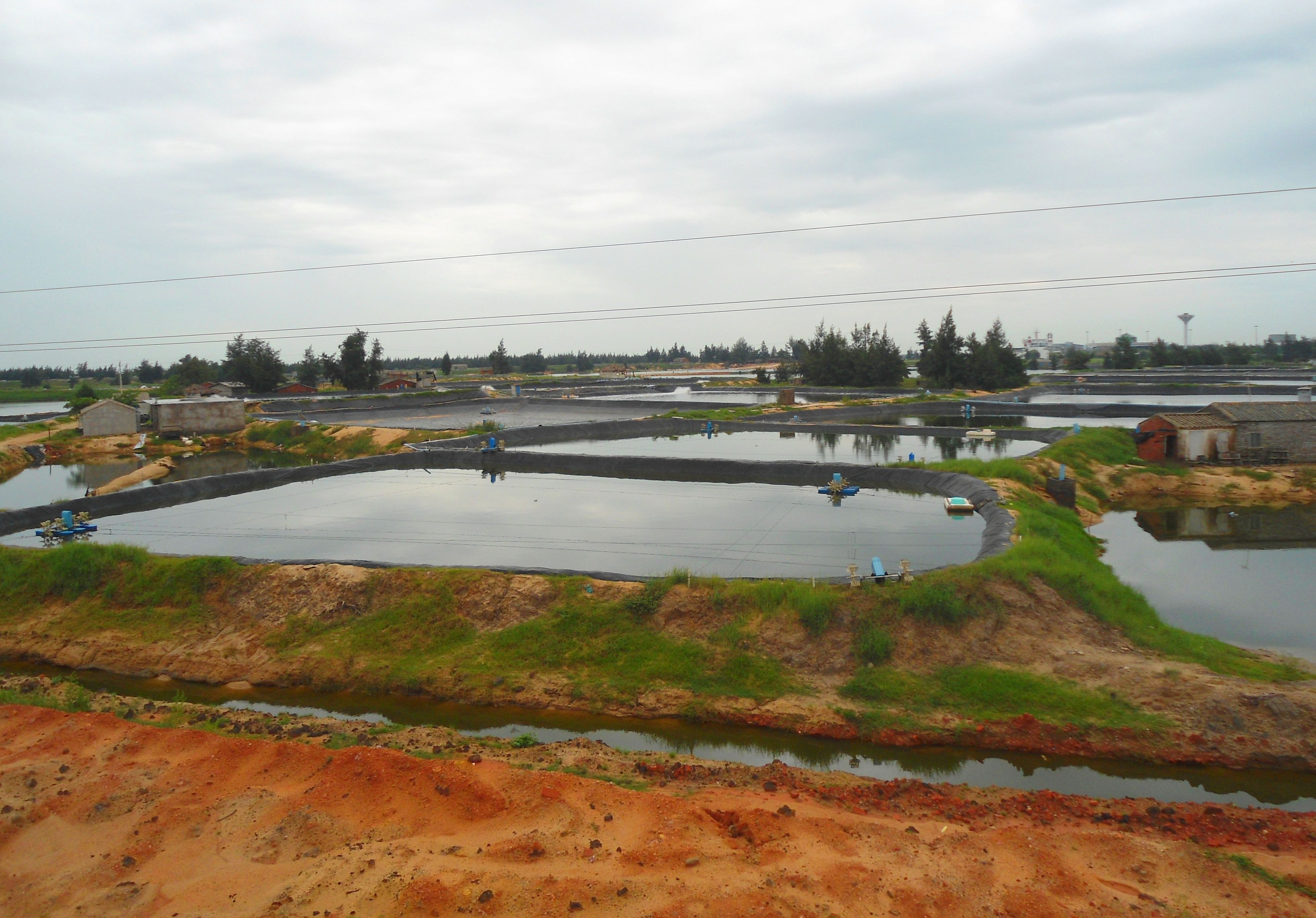
Pisciculture.
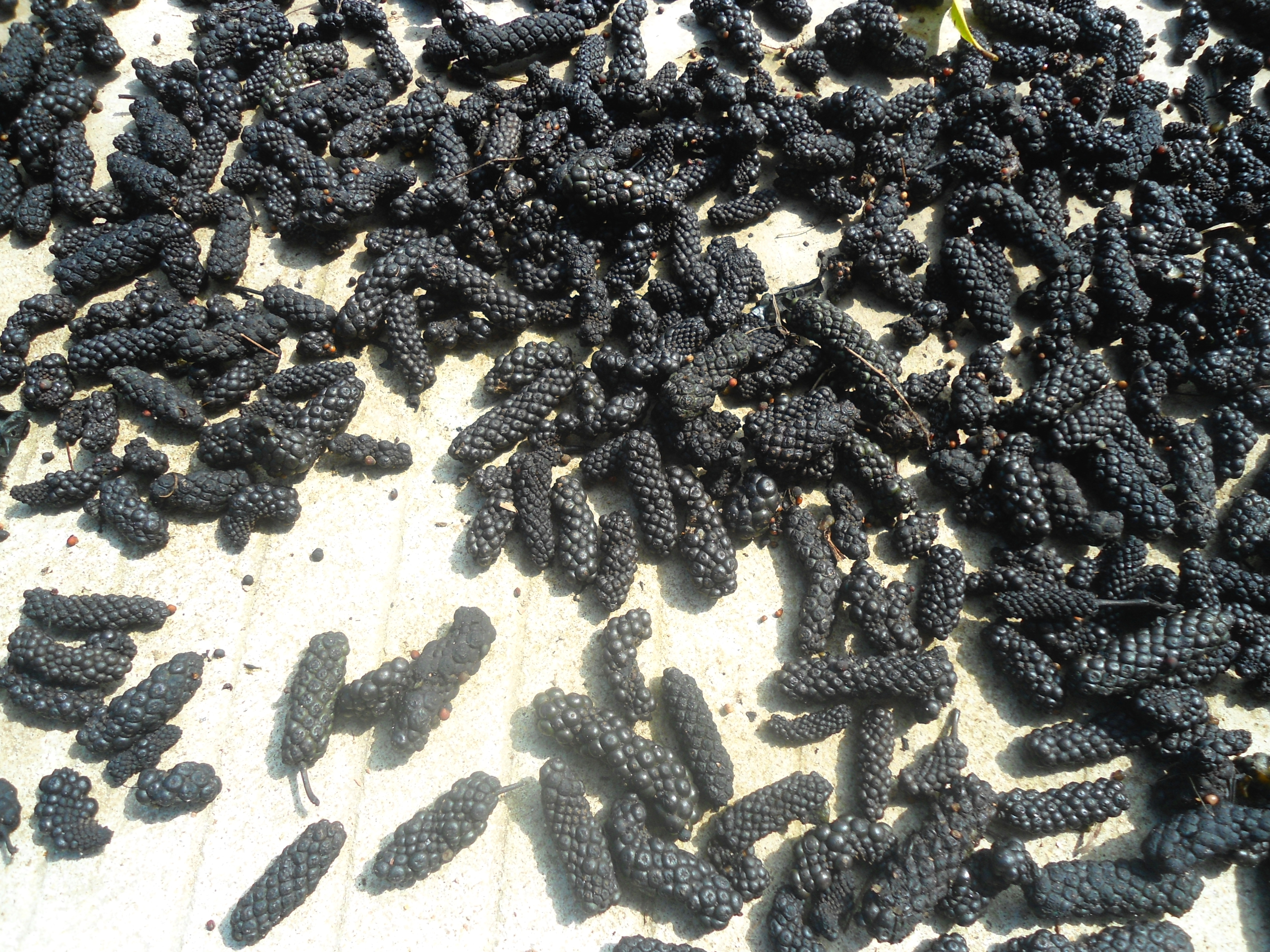
Poivre.
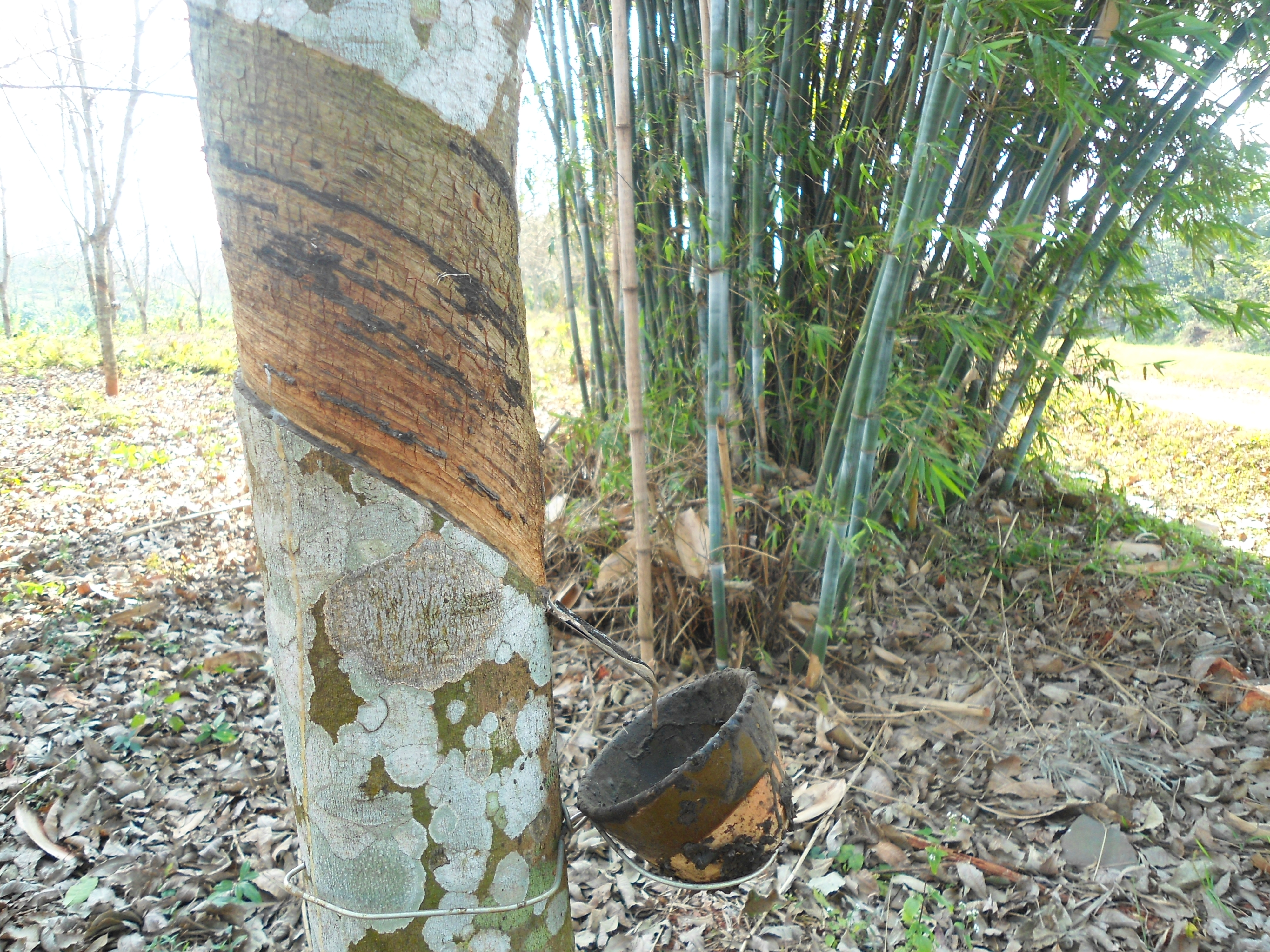
Arbre à latex.

### Création d'un port franc aux «caractéristiques chinoises»
Le 1er juin 2020, le comité central du Parti communiste chinois (PCC) et le Conseil des affaires d’État ont publié conjointement un document portant sur le projet de « premier port franc aux caractéristiques chinoises » à Hainan (extrême-sud de la Chine), concept introduit en octobre 2017 par le président Xi Jinping, avant qu’un premier plan ne soit promulgué en avril 2018. Les secteurs du tourisme, des « services modernes » (juridiques, financiers et logistiques) et de l’industrie hi-tech sont appelés à être développés « étape par étape » (fondations établies d’ici 2025 ; maturation du système d’ici 2035 ; port franc de niveau mondial d’ici 2050). Le nouveau document propose 60 mesures (listées en annexe) concernant la facilitation du commerce et des investissements, la libre circulation transfrontalière des capitaux et des talents, le transport, la logistique, le flux « sûr et ordonné » des données, la réforme des systèmes fiscal et juridique et la gestion des risques.
La création à Hainan d’un port franc qui concurrencerait à terme Hong Kong et Singapour paraît ambitieux au regard des mauvaises performances économiques de l’île et de l’absence de certaines des caractéristiques essentielles qui ont fait le succès des ports francs asiatiques (indépendance judiciaire, flux transfrontalier libre des données, compte capital ouvert et libre). Le projet doit cependant faire l’objet d’une attention particulière du fait de son portage politique à très haut niveau et de la position géographique stratégique de l’île dans un contexte de réorganisation des chaînes de valeur.

## Transports

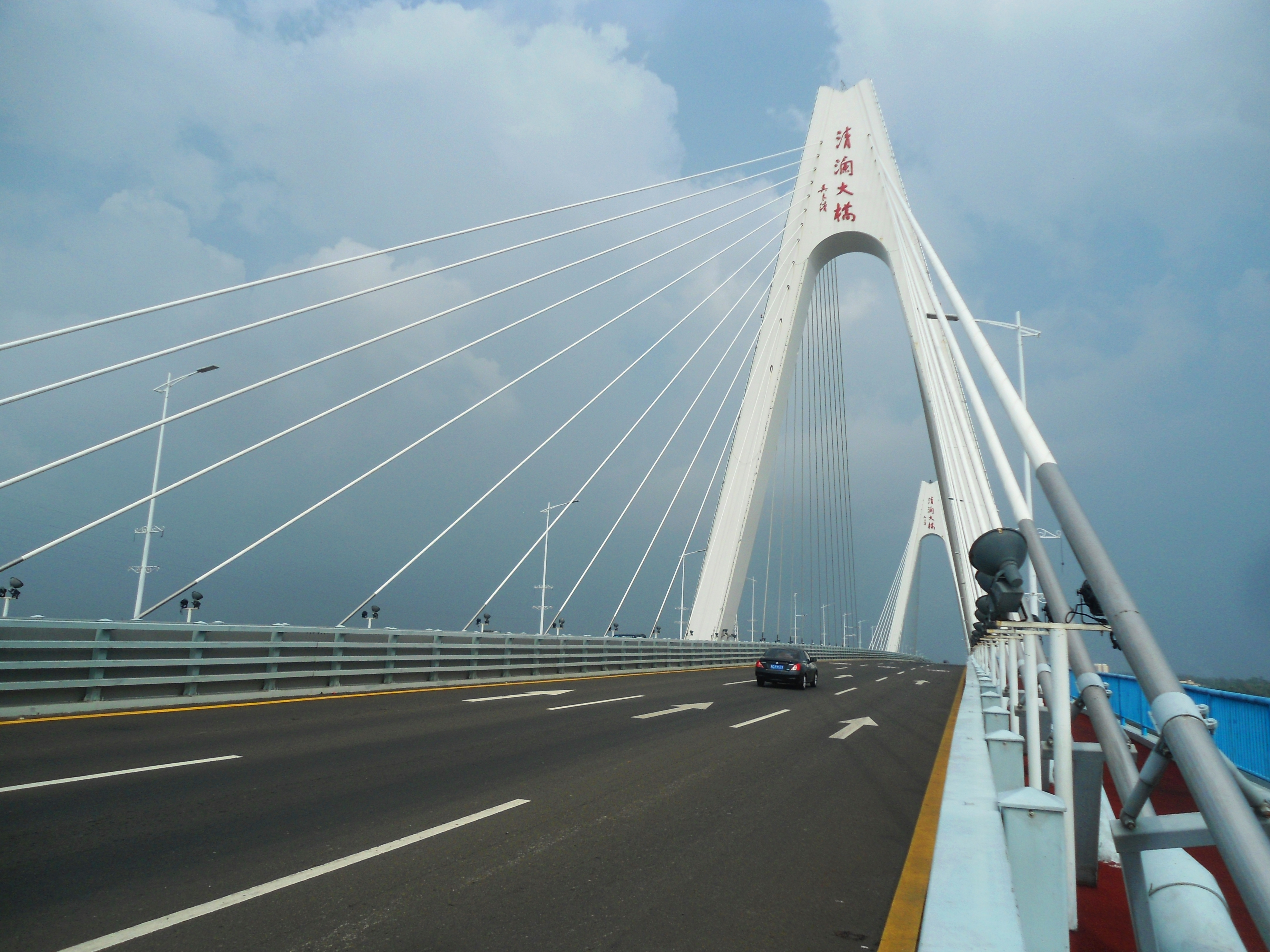
à Wenchang.

### Réseau routier
Hainan dispose d'un réseau routier de 17 000 km. La route principale fait le tour de l’île en longeant la côte et permet d'aller de Haikou à Hainan en trois heures environ.
Fin 2020, Hainan dispose d'un réseau autoroutier d'une longueur totale de 1 235 km, comprenant quatre autoroutes :
- autoroute G98 qui fait le tour de l'île : construite entre 1989 et 1999, elle est longue de 612,8 km ;
- autoroute G9811 qui traverse l'île du nord-est au sud-ouest depuis Haikou ; longue de 242 km, elle a été construite entre 2008 et 2018 ;
- autoroute G9812 qui relie Haikou à Qionghai en passant par Wenchang ; construite entre 1993 et 2019, elle est longue de 116,5 km ;
- autoroute G9813 qui traverse l'île du nord-ouest au sud-est ; longue de 163,4 km, elle a été réalisée entre 2016 et 2019.

Des réseaux de transport par bus longue distance, centrés sur Haikou et Sanya, desservent l'ensemble de l'île. Ces moyens de transport en commun sont complétés par des réseaux de bus locaux.

### Chemin de fer

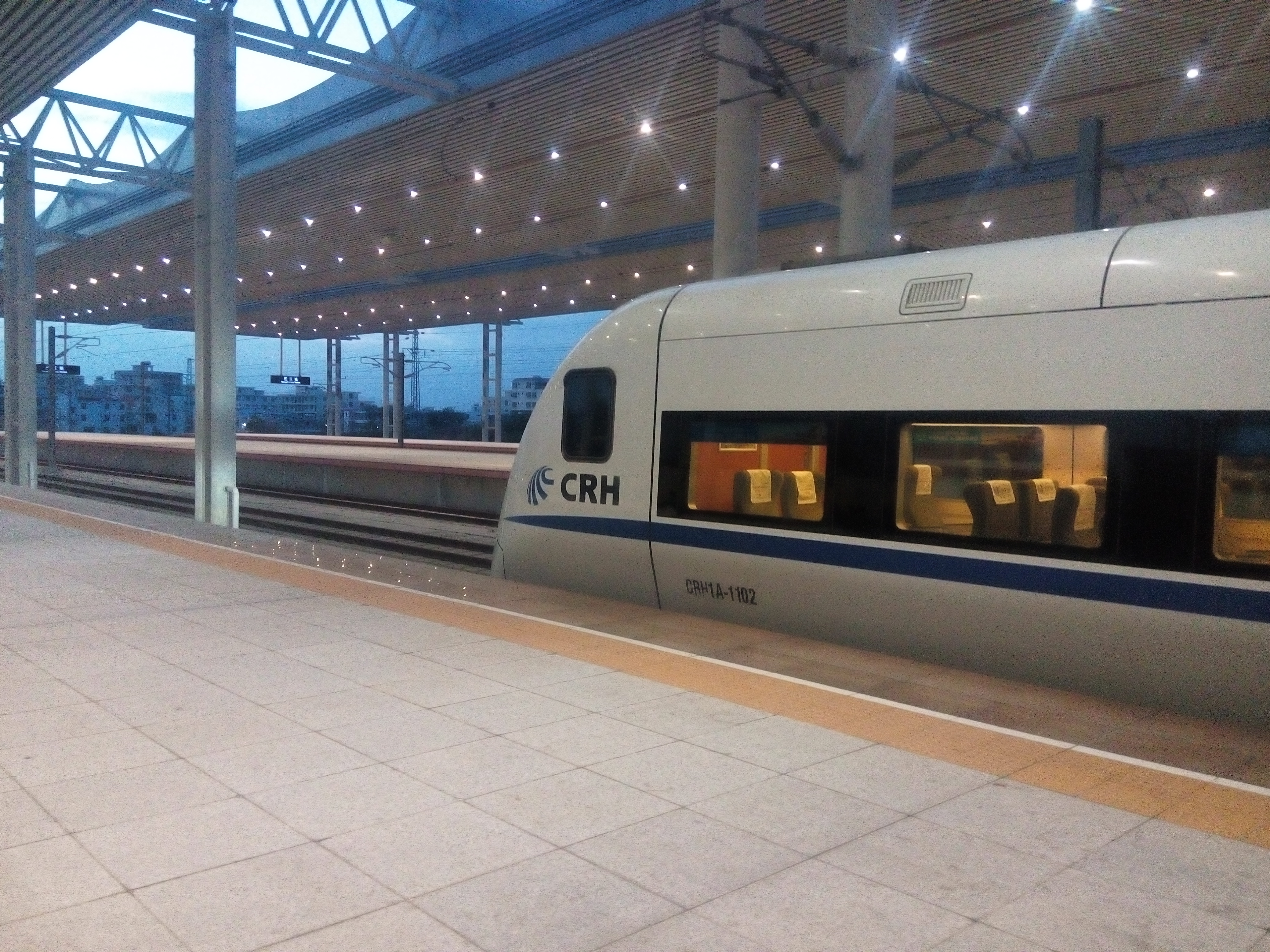
Automotrice CRH1 en gare de Sanya.

Hainan dispose de trois lignes de chemin de fer moderne à l'écartement standard parcourues par des trains à traction électrique. Ces lignes font le tour complet de l'île en longeant la côte, :
- La ligne circulaire ouest relie les deux principales villes de l'île (Sanya principal centre touristique et Haikou capitale administrative et économique de l'île) en longeant la côte ouest. Des embryons de cette ligne à l'écartement étroit ont été créées par les Japonais durant leur occupation de l'île. La Chine communiste a transformé les lignes existantes pour les faire passer à l'écartement standard en 1971. Plusieurs sections nouvelles ont été construites par la suite mais ce n'est qu'en 2004 qu'a été inaugurée la liaison continue entre Sanya et Haikou. La ligne longue de 368 km est parcourue par des trains de fret et quelques trains passagers.
- La ligne circulaire ouest à grande vitesse a été inaugurée en décembre 2015. Elle a été construite pour permettre une circulation plus rapide des trains passagers. Son tracé est pratiquement parallèle à la première ligne mais avec des pentes et courbures de voie adaptées à la vitesse. La ligne, légèrement plus courte (344 km), dessert 16 stations et effectue le parcours en 1 heure 56 minutes (2016).
- La ligne circulaire est à grande vitesse va de Haikou à Sanya en longeant la côte est. Cette ligne longue de 213 km a été inaugurée en janvier 2011. Elle dessert 15 stations (20 à terme). En 2016, des automotrices à 8 wagons de la série CRH1 assurent 10 liaisons par jour en parcourant la distance en 1 heure et 22 minutes (vitesse maximale 250 km/h).

Un train par jour partant de Sanya traverse sur un ferry le détroit séparant Hainan du continent et poursuit sa roue vers Canton. Le temps de transport par voie ferrée jusqu'aux principales villes de Chine est le suivant en 2016 ; Canton 15h25, Shanghai : 36,5 heures et Pékin 35 heures.

### Aéroports

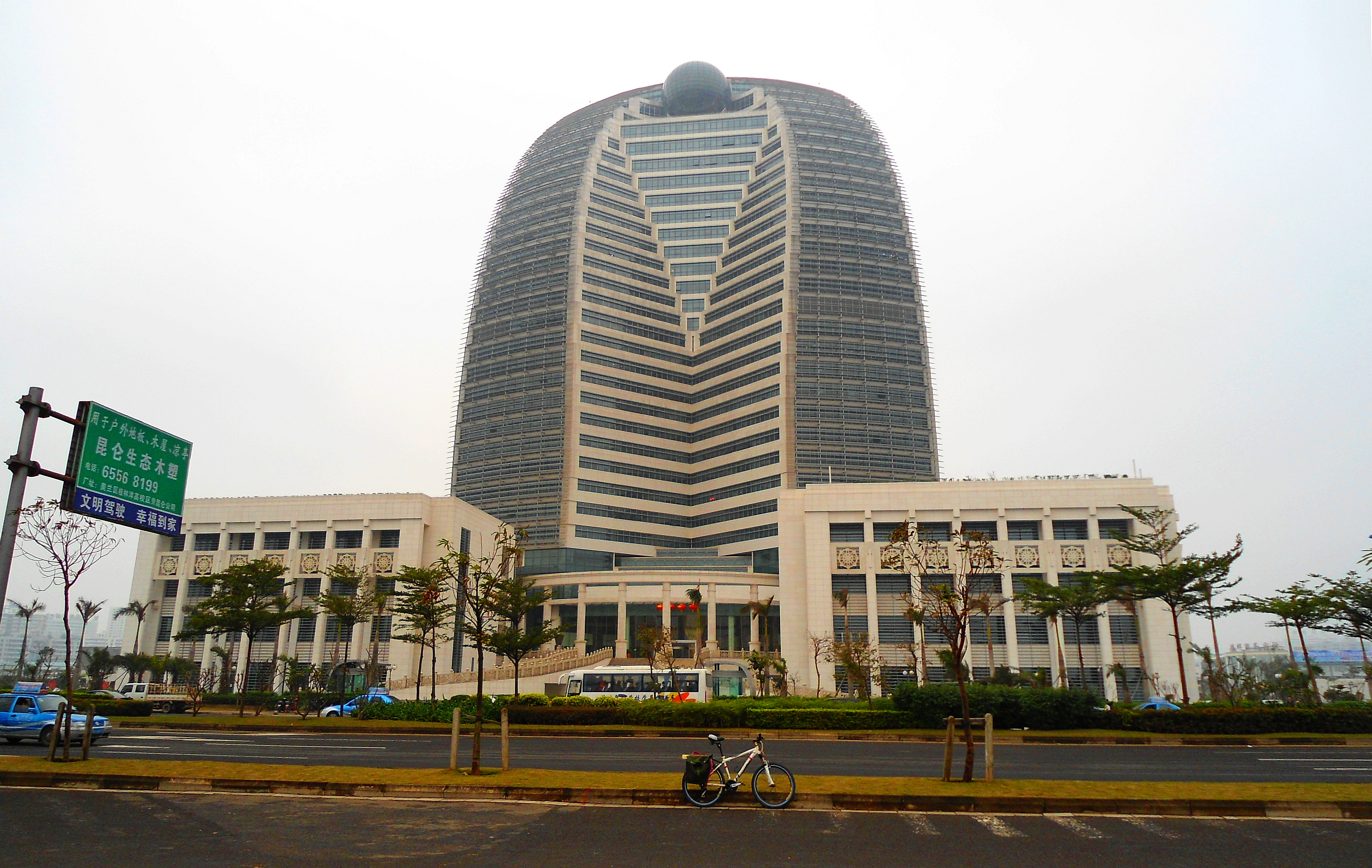
Siège de la compagnie aérienne Hainan Airlines à Haikou.

Hainan dispose de deux aéroports internationaux avec des lignes régulières les relient à Pékin, Singapour, Hong Kong et Macao mais également à la Russie, à la Corée du sud et au Japon. :
- L'aéroport international de Haikou Meilan ((code IATA : HAK • code OACI : ZJHK), 10,6 millions de passagers en 2012) dessert la capitale de l'île au nord.
- L'aéroport international de Sanya Phénix ((code IATA : SYX • code OACI : ZJSY), 16 millions de passagers en 2015) dessert la principale zone touristique de l'île.
- Un troisième aéroport, l'Aéroport international de Sanya-Hongtangwan est en construction.

Haikou est le siège de la compagnie régionale Hainan Airlines qui a transporté 25 millions de passagers en 2013 grâce à une flotte de 165 avions à réaction dont une quarantaine de longs courriers (2015).

### Installations portuaires

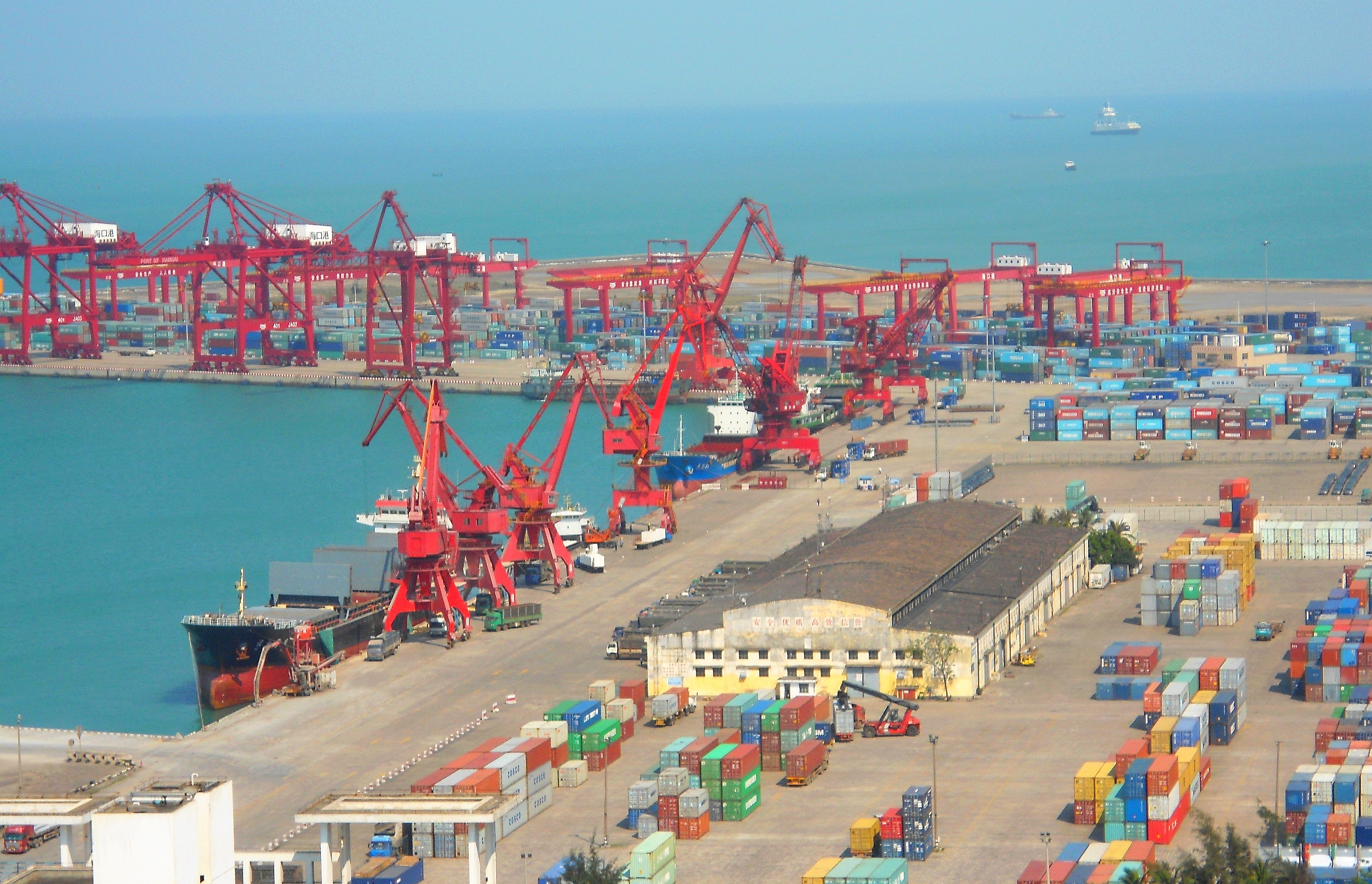
Port de Haikou Xiuying.

Hainan dispose de nombreuses baies bien protégées constituant des mouillages naturels pour les navires. Les principaux ports sont de l'île sont :
- Les ports de la capitale de l'île Haikou :
  - Le port de Haikou Xiuying
  - Le nouveau port de Haikou situé sur la rivière Nandu à 7 kilomètres de l'embouchure et du centre-ville
  - Le port de Macun situé sur la côte à environ 10 km à l'est du centre-ville
- Le port de Yangpu sur la côte nord assure la desserte de la Zone économique de Yangpu
- Le port de Basuo sur la côte ouest de l'île.

### Projet de liaison routière et ferrée entre Hainan et le continent
L'administration chinoise a un projet de construction d'un pont reliant l'île au continent incluant une voie ferrée.

## Tourisme
L'île d'Hainan est une des principales destinations touristiques pour les Chinois. En 2018, plus de 76 millions de personnes se sont rendues sur l'île pour leurs loisirs, engendrant 95 milliards de yuans de revenus (12,4 milliards €),. Ce secteur d'activité est en forte croissance : en 2010 le nombre de touristes était de 20,6 millions. Hainan jouit d'un climat tropical doux, de longues plages de sable, de la meilleure qualité d'air sur la façade maritime chinoise et d'un accès facile par bateau ou avion. Dans toutes les agences de voyages, des brochures vantent les hôtels de « classe mondiale » qui y ont ouvert leurs portes. Mais Hainan est surtout le lieu de villégiature des nouveaux milliardaires. Le gouvernement central est décidé à faire de Hainan une « destination touristique de niveau international » d'ici à 2020.
Depuis le 1er mai 2018, Hainan est accessible aux touristes étrangers de 59 pays, dont la France, sans besoin de visa pour un séjour de 30 jours maximum.

## Personnalités originaires ou ayant vécu à Hainan

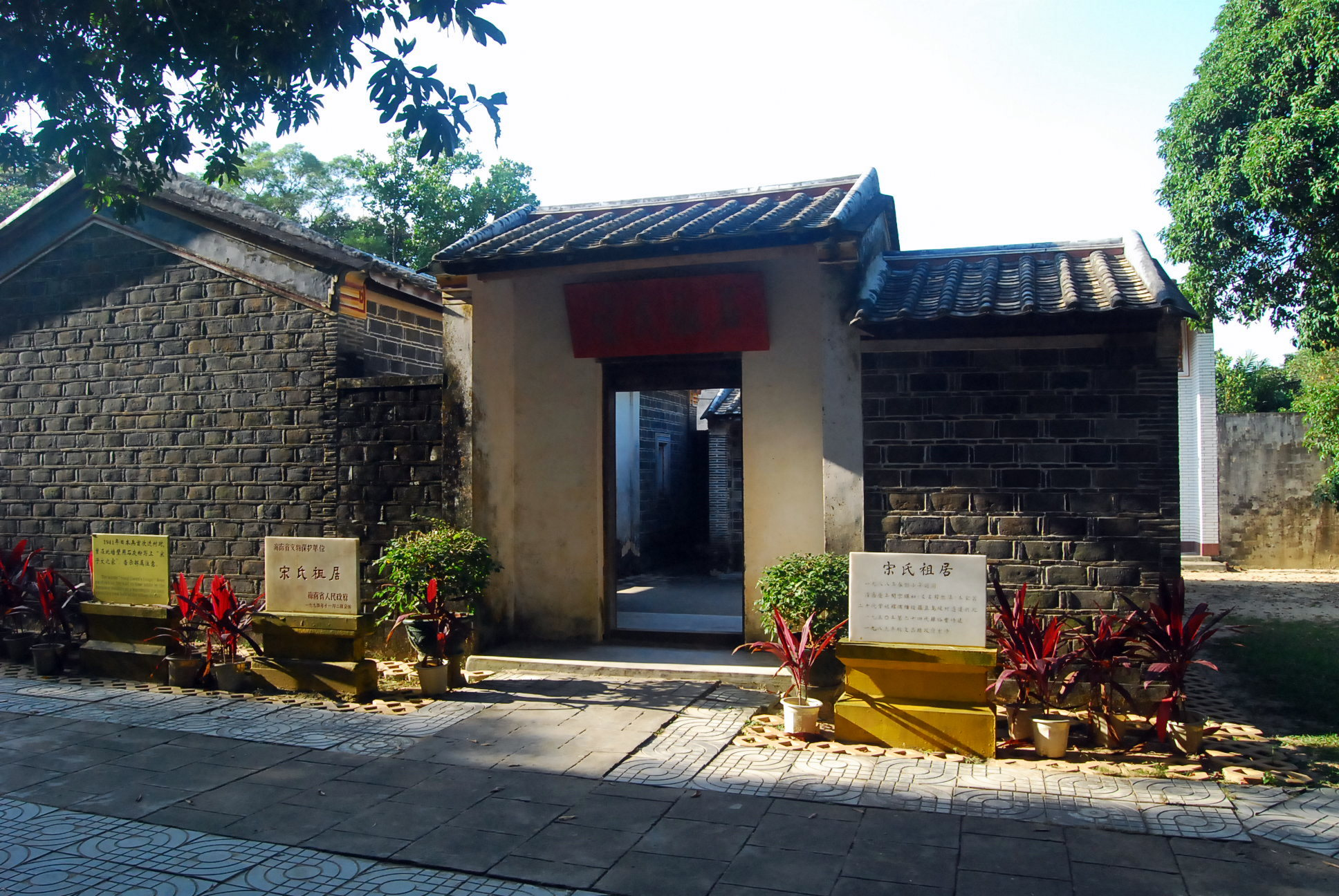
Maison familiale à Wenchong de Charlie Soong, dont deux des filles furent les épouses de respectivement Sun Yat-sen, le père de la république chinoise, et Tchang Kaï-chek.

Hainan est la ville dont est originaire la famille Soong dont les membres ont joué un rôle central dans l'histoire de la Chine au XXe siècle. Charles Soong nait vers 1863 dans l'île au sein une famille modeste de l'ethnie Hakka ayant fait souche depuis plusieurs siècles à Hainan. Il émigre à 12 ans aux États-Unis où il se convertit au protestantisme et devient missionnaire méthodiste. Revenu en Chine, il crée une imprimerie qui prospère. Animé d'une volonté de réformer le système politique et éducatif chinois il devient un proche de Sun Yat-sen, futur père de la République chinoise, dont il soutient l'action. Ses trois filles épousent des personnages clés de cette période :
- Soong Ai-ling épouse Kong Xiangxi, le plus riche banquier de Chine, qui deviendra ministre des Finances, Premier ministre de la république de Chine puis gouverneur de la Banque centrale de Chine.
- Song Qingling épouse Sun Yat-sen, père de la république chinoise, et après le décès de son mari deviendra un personnage emblématique de la Chine communiste
- Soong May-ling épouse de Tchang Kaï-chek chef du gouvernement et le président de la « première République chinoise » puis, jusqu'à sa mort, président de la « république de Chine » à Taïwan.

## Galerie photographique

Villes et économie
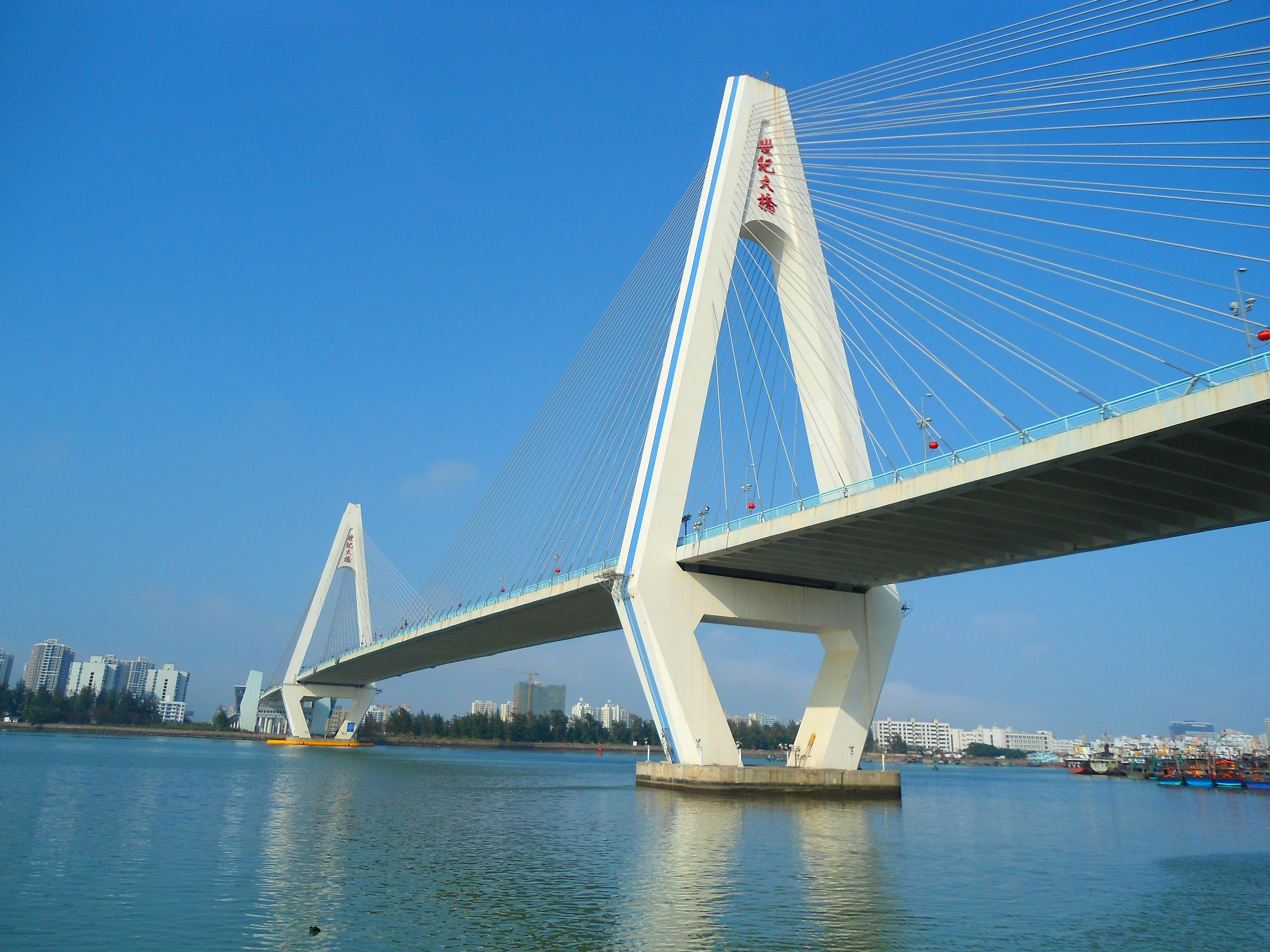
Pont sur la rivière Haidian à Haikou.
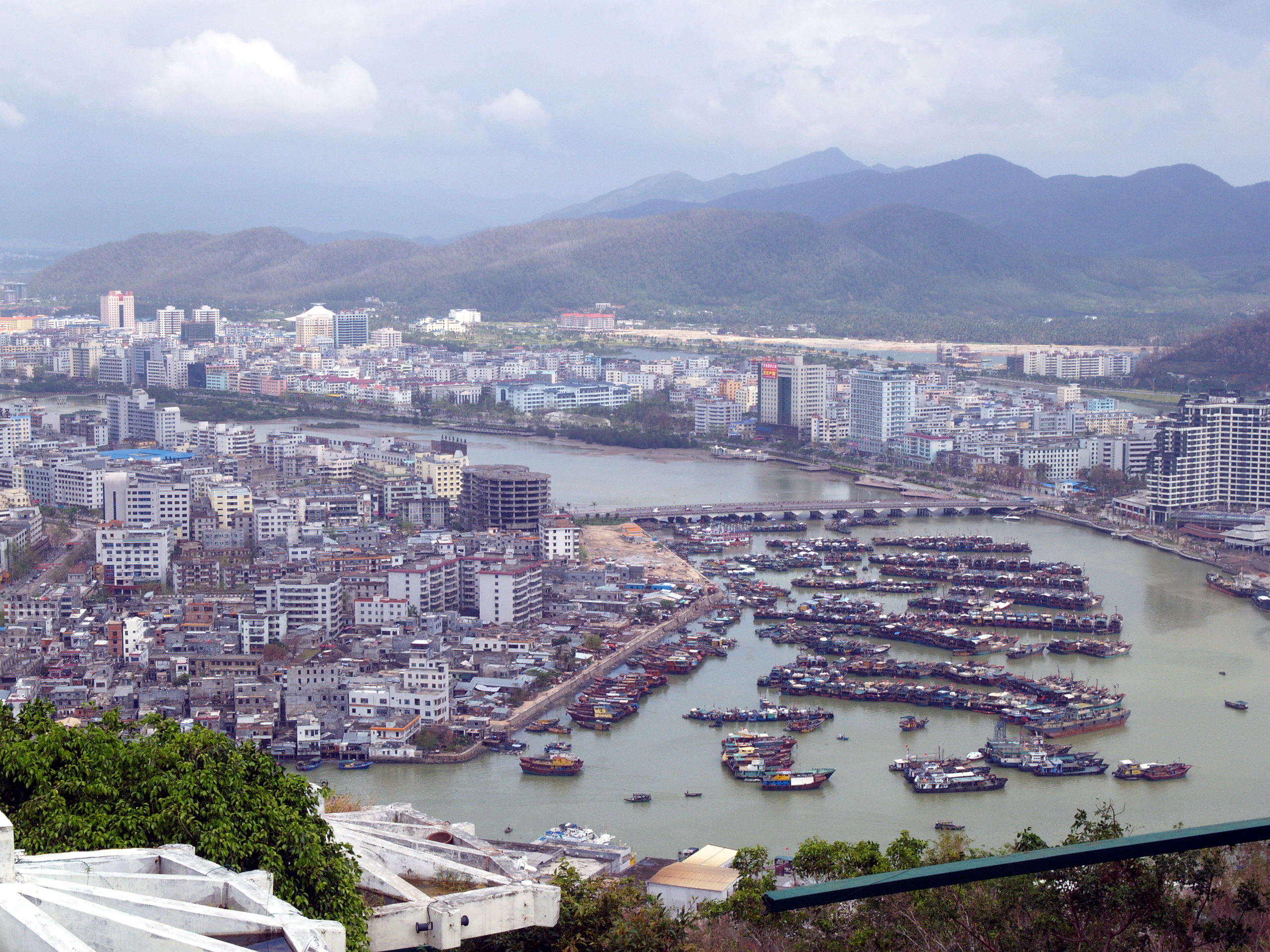
Sanya, deuxième ville de la province.
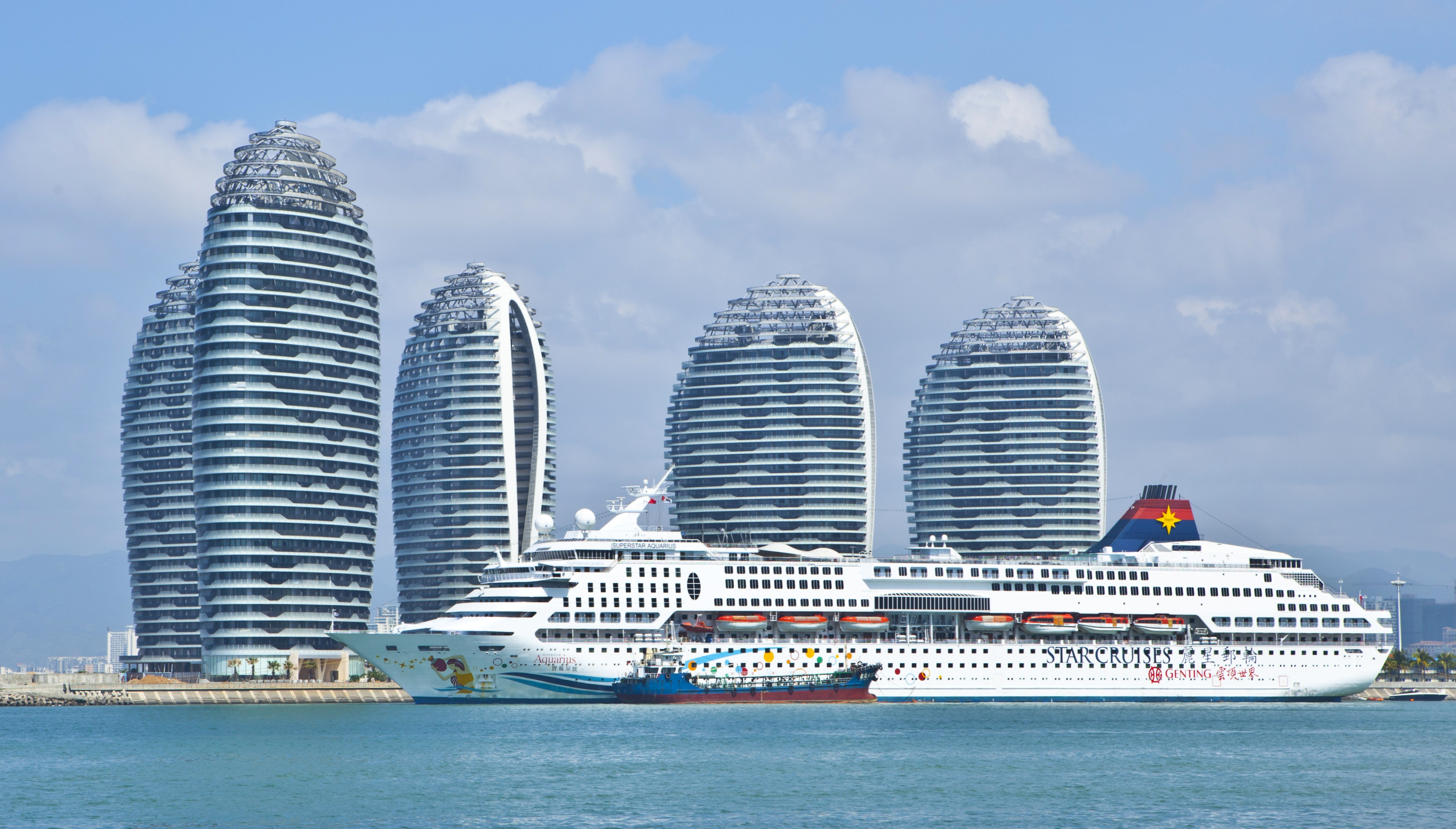
Paquebot dans la baie de Sanya.

## Subdivisions administratives
Hainan était rattachée autrefois sur le plan administratif à la province de Guangdong. Elle a été promue en 1988 au rang de province rendant directement des comptes au Conseil des affaires de l'État de la république populaire de Chine.
En surface terrestre, c'est la plus petite des provinces chinoises (hors municipalités) mais ce n'est pas la moins peuplée. Elle comprend quatre villes-préfectures, subdivision administrative de niveau 2 c'est-à-dire immédiatement inférieure à celle de la province. Le reste de son territoire est découpé en structures de niveau 3 qui présentent la particularité d'être directement rattachées à la province et non à une ville préfecture : il s'agit de cinq villes-districts, quatre xian et de six xian autonomes dont la population est dominée par les ethnies Li ou Miao.
| Découpage administratif de l'île. |            |        |                            |            |                   |                                                       |                                                                                |
| N°                                | Nom        | Niveau | Subdivision administrative | Superficie | Population (2010) | Nom chinois / transcription pinyin                    | Remarque                                                                       |
|                                   | Hainan     | 1      | Province                   | 33 920 km2 | 8 671 518         | 海南省 (Hǎinán)                                       |                                                                                |
| 1                                 | Haikou     | 2      | Ville-préfecture           | 2 305 km2  | 2 046 189         | 海口市 (Hǎikǒu Shì)                                   | Comprend la capitale de l'île et inclut 4 districts (non détaillés)            |
| 2                                 | Sanya      | 2      | Ville-préfecture           | 1 911 km2  | 685 408           | 三亚市 (Sānyà Shì)                                    |                                                                                |
| 3                                 | Danzhou    | 2      | Ville-préfecture           | 3 235 km2  | 932 362           | 儋州市 (Dānzhōu Shì)                                  |                                                                                |
| 4                                 | Qionghai   | 3      | Ville-district             | 1 710 km2  | 483 217           | 琼海市 (Qiónghǎi Shì)                                 |                                                                                |
| 5                                 | Wanning    | 3      | Ville-district             | 4 443 km2  | 545 597           | 万宁市 (Wànníng Shì)                                  |                                                                                |
| 6                                 | Wuzhishan  | 3      | Ville-district             | 1 129 km2  | 104 122           | 五指山市 (Wǔzhǐshān Shì)                              |                                                                                |
| 7                                 | Dongfang   | 3      | Ville-district             | 2 267 km2  | 408 309           | 东方市 (Dōngfāng Shì)                                 |                                                                                |
| 8                                 | Wenchang   | 3      | Ville-district             | 2 488 km2  | 537 428           | 文昌市 (Wénchāng Shì)                                 |                                                                                |
| 9                                 | Lingao     | 3      | Xian                       | 1 317 km2  | 427 873           | 临高县 (Língāo Xiàn)                                  |                                                                                |
| 10                                | Chengmai   | 3      | Xian                       | 2 068 km2  | 467 161           | 澄迈县 (Chéngmài Xiàn)                                |                                                                                |
| 11                                | Ding'an    | 3      | Xian                       | 1 196 km2  | 284 616           | 定安县 (Dìng'ān Xiàn)                                 |                                                                                |
| 12                                | Tunchang   | 3      | Xian                       | 1 224 km2  | 256 931           | 屯昌县 (Túnchāng Xiàn)                                |                                                                                |
| 13                                | Changjiang | 3      | Xian autonome              | 1 596 km2  | 223 839           | 昌江黎族自治县 (Chāngjiāng lízú Zìzhìxiàn)            | minorité li                                                                    |
| 14                                | Baisha     | 3      | Xian autonome              | 2 117 km2  | 167 918           | 白沙黎族自治县 (Báishā lízú Zìzhìxiàn)                | minorité li                                                                    |
| 15                                | Qiongzhong | 3      | Xian autonome              | 2 704 km2  | 17 406            | 琼中黎族苗族自治县 (Qióngzhōng lízú miáozú Zìzhìxiàn) | minorités li et miao                                                           |
| 16                                | Lingshui   | 3      | Xian autonome              | 1 128 km2  | 320 468           | 陵水黎族自治县 (Língshuǐ lízú Zìzhìxiàn)              | minorité li                                                                    |
| 17                                | Baoting    | 3      | Xian autonome              | 1 161 km2  | 146 684           | 保亭黎族苗族自治县 (Bǎotíng lízú miáozú Zìzhìxiàn)    | minorités li et miao                                                           |
| 18                                | Ledong     | 3      | Xian autonome              | 2 763 km2  | 174 076           | 乐东黎族自治县 (Lèdōng lízú Zìzhìxiàn)                | minorité li                                                                    |
| 19                                | Sansha     | 2      | Ville-préfecture           | 13 km2     | 1 443 (2013)      | 三沙市 (Sānshà Shì)                                   | Regroupe des archipels dont la possession est contestée par les pays riverains |